# Edat de pedra
L'edat de pedra és el període de la prehistòria durant el qual els éssers humans creaven eines de pedra a partir de la tecnologia existent. La fusta, els ossos i altres materials també van ser utilitzats (banyes, cistells, cordes, cuir, etc.) però la pedra i, en particular, diverses roques de trencament concoide, com el sílex, el quars, la quarsita o l'obsidiana entre d'altres, van ser emprades per a fabricar eines i armes, tant de tall com de percussió.
Tanmateix, aquesta és una circumstància necessària però insuficient per a la definició d'aquest període, ja que hi van tenir lloc fenòmens fonamentals d'allò que seria el món actual: l'evolució humana; les grans adquisicions tecnològiques, com el domini del foc pels primers humans, l'ús d'estris, habitatge i roba, entre d'altres; l'evolució social; les glaciacions; la dispersió de diverses espècies humanes fora de l'Àfrica, l'extinció de la resta d'espècies humanes (des de fa 30.000 anys, l'única espècie humana existent avui en dia és l'Homo sapiens); i la revolució econòmica des d'un sistema d'economia de subsistència basada en la recol·lecció i la caça (o inicialment carronyer) a un sistema d'economia productiva basada en l'agricultura i la ramaderia, que implicà la necessària domesticació d'espècies animals i vegetals.
El període que abasta aquesta edat és ambigu, disputat i variable segons la regió en qüestió. Tot i que és possible parlar d'aquest període en concret per al conjunt de la humanitat, no s'ha d'oblidar que alguns grups humans mai no van desenvolupar la tecnologia del metall fos i, per tant, van romandre a l'edat de pedra fins que es van trobar amb cultures tecnològicament més desenvolupades. Tanmateix, en general, es creu que aquest període va començar a l'Àfrica fa 2,5 milions d'anys, quan els primers homínids del gènere Homo van tallar la pedra (per a alguns, l'iniciador de la talla de pedra fou l'Homo habilis). L'edat de pedra se subdivideix en dos grans períodes: el Paleolític (que significa "pedra antiga") i el Neolític ("pedra nova"). Recentment, s'afegeix un període de transició entre aquests dos: el Mesolític ("pedra intermèdia").
L'edat de pedra és el període tecnològic més extens de la prehistòria i de la història de la humanitat, i el succeeixen una sèrie d'edats dels metalls, en què la humanitat inventà la forja dels metalls. N'inclouen de més antic a més recent: el Calcolític o edat del coure; i l'edat del bronze, durant la qual les eines d'aquest aliatge esdevingueren comunes, transició que va ocórrer entre el 6000 i el 2500 aC.

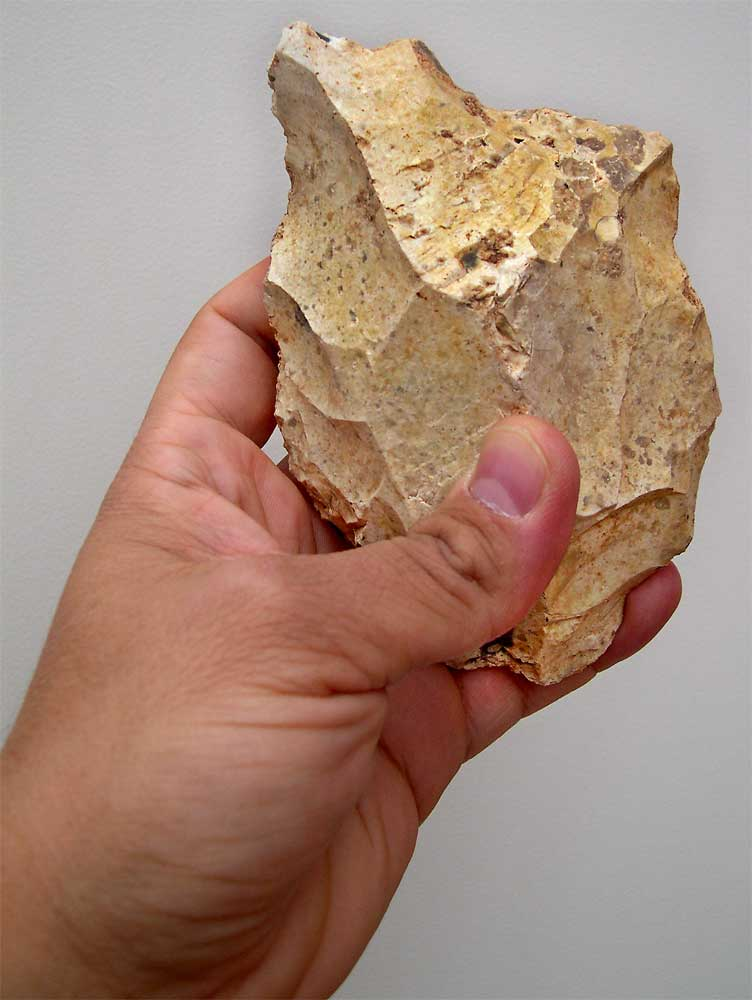
Eina de pedra tallada.

El Paleolític és l'època dels caçadors i dels recol·lectors de fruites, tiges i canyes, dels humans nòmades i de l'ús d'eines fetes amb pedra i ossos. Els humans del Paleolític també van començar a donar explicacions màgiques a algunes coses que els passava: temes com la vida i la mort van començar a ser explicats pels bruixots de les tribus durant els seus rituals.

## Àfrica
Àfrica, bressol de la humanitat, és actualment el continent on sobreviuen més pobles primitius. Per això, es pot dir que la prehistòria africana és la més llarga i complexa del globus.
A diferència d'Euràsia i Amèrica, els canvis climàtics que es van produir al llarg de la prehistòria en aquest continent no van ser glaciacions, sinó que s'hi van alternar períodes pluvials (amb més precipitacions) i períodes interpluvials (més àrids). La determinació i cronologia d'aquests és força complicat de dur a terme; en alguns estudis, els episodis pluvials es corresponen amb els períodes glacials, mentre que, en d'altres, es corresponen amb els interglacials.

### Àfrica subsahariana

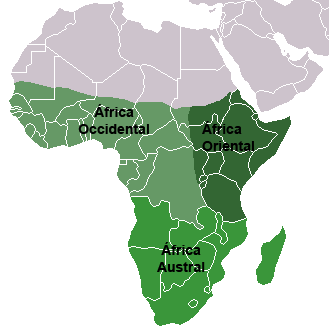
Àfrica subsahariana

La geografia de l'Àfrica central i meridional, resulta bastant homogènia comparada amb la d'altres continents, a causa del fet que es tracta d'una de les zones geològicament més antigues del planeta i l'erosió n'ha eliminat les grans barreres naturals. Cal destacar-hi, únicament, els altiplans i depressions: la conca del Congo i la fondalada del Kalahari, rodejades per altiplans a Angola, Namíbia i Zàmbia, entre d'altres. Les serralades s'agrupen vers l'est associades amb la gran falla coneguda com la gran vall del Rift, una enorme zona plena de volcans, blocs elevats, enormes llacs i barrancs. Té forma de Y i uns 5.000 km de longitud, neix al sud de Moçambic i arriba al mar Roig, des d'on continua, ja a Àsia, fins a la vall del Jordà. Es considera que la vall del Rift és la zona on podria haver començat la història de l'ésser humà.
Tot i que, actualment, hi ha considerables diferències climàtiques, hidrogràfiques i ecològiques, no és possible aplicar aquests paràmetres a l'edat de pedra, perquè —com ja s'ha indicat— hi hagué canvis ambientals significatius durant el seu desenvolupament. Precisament, fou algun d'aquests canvis, combinat amb transformacions geològiques, l'espurna que probablement propicià l'aparició i evolució dels homínids. Fa més de 20 milions d'anys, els primats primitius habitaven els densos boscos d'Àfrica oriental. Aquests primats (potser Propliopithecus o Aegyptopithecus) es desplaçaven pels arbres a quatre grapes. Un suposat moviment tectònic (relacionat d'alguna manera amb el Rift) feu que les selves es quedessin a l'oest, però provocà una dessecació a l'est, i propicià l'aparició d'un territori de sabanes i prades a les quals els nous primats hagueren d'adaptar-se. D'aquesta manera, se suposa que aparegueren els primers antropoides bípedes que, possiblement, pertanyien al gènere Ardipithecus que, al seu torn, donà lloc als australopitecs en un moment indeterminat de fa sis i quatre milions d'anys.

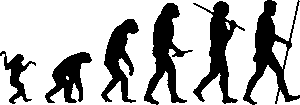
Evolució humana

No es descarta que alguns australopitecs avançats elaboressin eines rudimentàries, però n'hi ha una forta polèmica al respecte; es considera que foren els membres del gènere Homo els primers que fabricaren eines previngudament, és a dir, abans de necessitar-les, sense improvisar, preveient-ne un possible ús amb antelació. En aquest punt, comença la prehistòria i l'edat de pedra, que per a l'Àfrica subsahariana sol dividir-se en fases de denominació anglosaxona:

#### Paleolític
Es refereix al període comprès des de l'aparició del primer Homo, fa més de dos milions i mig d'anys, fins fa uns 200.000 anys. Inclou pràcticament tots els grans passos de l'evolució humana (car els anomenats humans primitius moderns sorgiren al final d'aquest període), així com importants avenços culturals, dels quals amb prou feines es coneixen els referents a uns pocs vestigis conservats de pedra i os.
Sol dividir en dues grans etapes:
- Olduvaià: anomenat així per haver estat identificat al jaciment de la gorja d'Olduvai, i en altres molts llocs, la majoria alineats amb la vall del Rift. Les eines olduvaianes més antigues podrien tenir més de 2,6 mya (als jaciments de l'Afar etíop),[3] havent-hi una seqüència de troballes a tot Àfrica oriental i austral des d'aquesta data fins a fa uns 1,5 mya, ininterrompudament, fet que fa possible argumentar que aquest període perdurà més d'un milió d'anys. L'olduvaià es divideix en una fase inicial i una altra d'evolucionada, identificades a partir dels estrats I i II de la citada gorja d'Olduvai.

En un principi, les eines foren de pedra tallada toscament, sense que s'apreciï cap estandardització en la tècnica. A poc a poc, van cristal·litzant determinats procediments i tipus concrets, entre els quals destaquen còdols tallats, políedres, rascadors i denticulats. Cal suposar que hi hagué una indústria de la fusta o de l'os, però no s'ha conservat en les mateixes condicions. Els protagonistes d'aquest llarg període foren diverses espècies del gènere Homo (H. habilis, H. rudolfensis i els primers H. erectus, que, a vegades, inclouen l'H. ergaster). Totes aquestes eren espècies que semblen haver estat dedicades principalment a la recol·lecció i a la carronya, i caçaven en rares ocasions; coneixien el foc, però no el dominaven, i se'ls atribueixen algunes estructures constructives senzilles per a aixoplugar-se.
- Acheulià: s'originà a l'Àfrica molt abans que en qualsevol altra part del món, en un moment que sembla coincidir amb la gran migració humana cap a Euràsia i amb l'aparició dels primers Homo erectus. No obstant això, i malgrat que els bifaços més antics s'han trobat al jaciment etíop de Konso-Gardula, i daten de fa uns 1,9 milions d'anys, no sembla que la tecnologia acheuliana surti de l'àrea africana fins un milió d'anys més tard. Així doncs, mentre Àfrica es trobava immersa en la cultura acheuliana, a la resta del Vell Món hi persistí la tradició olduvaiana. Probablement, l'inventor d'aquesta nova cultura fou l'Homo ergaster, i n'és molt representativa la troballa d'un esquelet gairebé complet d'un infant a Nariokotome (KNM-WT 15000), a la riba del llac Turkana (Kenya).[4] L'eina més coneguda de l'acheulià és el bifaç, però la varietat tipològica és enorme. Apareixen fenedors, triedres, boles polièdriques i tota mena d'utensilis. L'auchelià africà perdurà fins fa uns 200.000 anys. És molt probable que l'expansió de l'aucheulià fora d'Àfrica fos conseqüència d'una segona onada migratòria, tot i que aquesta no arribà als confins d'Àsia.

L'acheulià desaparegué paral·lelament a les dates en què aparegueren els humans moderns primitius, força més intel·ligents i amb una tecnologia molt més sofisticada i diversa. Tot i no pertànyer a aquesta regió, a Jebel Irhoud, prop de Marràqueix (Marroc), es trobà una mandíbula d'home modern primitiu de més de 160.000 anys; tenen una antiguitat similar les restes d'Homo sapiens idaltu (Etiòpia), fet que permet indicar el final de l'Early Stone Age en tot el continent.

#### Middle Stone Age(MSA)
L'edat de pedra mitjana és el període entre el final de l'ESA (fa uns 200.000 anys) i fins l'inici de l'edat de pedra tardana, o LSA (fa 30.000 anys); es podria equiparar amb el Paleolític mitjà europeu, però existeixen diferències culturals i antropològiques significatives entre els dos. Per alguns autors, tota la zona té unes constants comunes (tècniques d'extracció semblants, presència de fines peces foliàcies bifacials, evolució cap a tècniques d'obtenció de fulles i fulletes, al final) i d'altres n'aprecien dos corrents, la divisió dels quals es va diluint a mesura que avancen els descobriments, i que determinats autors atribueixen a imposicions de la matèria primera o a l'especialització de les eines per a hàbitats de bosc i de sabana.

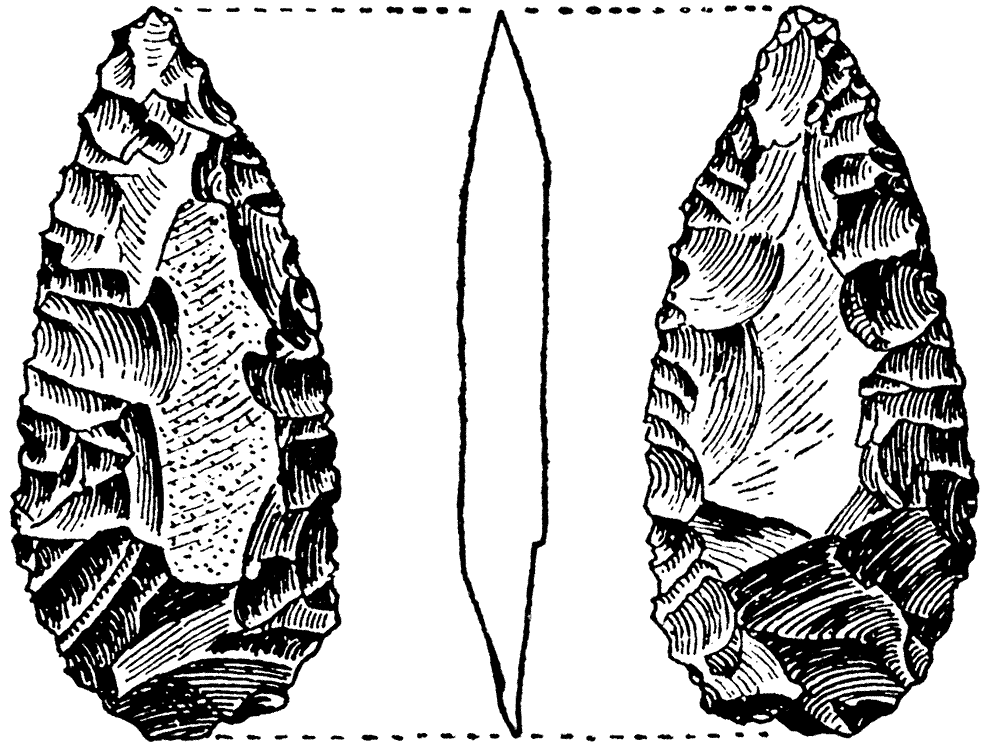
Peça foliàcia.

- En principi, semblen predominar-hi les indústries sobre resquills i macroútils de tipus destral o aixada, i és una de les cultures més representatives d'aquest estil la cultura sangoana, seguida de l'stillbaiensana d'Àfrica oriental i austral, que en alguns jaciments succeeixen clarament l'acheulià (ex.: Cave of Hearts), i s'hi aprecia una evolució molt clara cap a la leptolització, és a dir, una proporció cada cop més gran de fulles lítiques. Els bifaços són petits i gruixuts, a l'inici, però es van convertint en estilitzades i curoses peces foliàcies, la factura de les quals és tan fina que recorden les fulles de llorer europees; les puntes triangulars també són nombroses i el substrat levallois és quelcom que sembla persistir en tot el període d'aquesta cultura. Aquesta cultura s'estén tant al sud com a la zona dels Grans Llacs africans, Zàmbia i Zimbabwe, per exemple; no obstant això, els llocs més coneguts són Pietersburg i Bambata, amb un conjunt d'eines fonamentalment basat en raspadores, puntes i resquills laminars; també hi és present el mètode levallois polaritzat per a resquills llargs.

- Per la seva part, la línia més evolucionada, basada en l'extracció de fulles i, fins i tot, en la generalització de micròlits laminars, està ben representada en les troballes de Howieson's Port (Gauteng, Sud-àfrica), on s'han trobat micròlits amb una antiguitat de fins a 70.000 anys.

És difícil atribuir grups humans a cadascuna d'aquestes eines; possiblement, les més arcaiques corresponguin al presapiens, i les més evolucionades als primers sapiens ancestrals. Els primitius moderns neixen a Àfrica, en aquesta fase, com s'ha indicat en l'epígraf anterior, a Djebel Ihroud (Marroc) i Herto (Kenya); també es documenten les seves restes als jaciments de Border Cave i Klaisies River Mouth.

#### Neolític
L'edat de pedra tardana és l'últim període del Paleolític de l'Àfrica subsahariana. Des del Neolític, al sud d'Àfrica es presenten cultures microlítiques i laminars (leptolítiques), en què ha estat possible documentar el bescanvi (comerç?) d'obsidiana al llarg de rutes que van de la vall del Rift a Sud-àfrica, fa uns 32.000 anys. Semblen haver-hi coexistit dues tradicions: una de microlítica, aparentment derivada de la tradició de Howieson's Poort, amb cultures com Robberg o Wilton; i una altra basada en estris sobre resquills (tshitoliensiana, nachikufiensiana, hargeisiensiana, etc.) a l'Àfrica central i oriental o, fins i tot, peces macrolítiques, com en la cultura Albany o el magosiensià.
- Com a representant de la indústria microlítica, cal destacar la cultura wiltoniensiana, que s'expandí per tot l'extrem sud del continent des de fa uns 8.000 anys fins a l'expansió bantu. En les seves etapes finals, ja coneixia la ceràmica, el poliment de la pedra i la ramaderia i, probablement, l'agricultura itinerant, podent-se considerar una cultura parcialment neolititzada. Un dels assentaments millor conservats d'aquesta cultura de caçadors-recol·lectors és el de Gwisho (Zàmbia).

- La tradició macrolítica s'exemplifica, inicialment, en la cultura lupembiensiana (vall del Congo). Les seves eines són d'aspecte arcaic, pesants peces bifacials similars a destrals i aixes (també hi ha presents peces més treballades). Aquesta tradició sembla que fou succeïda per la cultura magosiensiana (anomenada així pel jaciment de Magosi, a Uganda), més tardana, tot i que barreja elements regressius amb atributs evolucionats (fines peces foliàcies, micròlits, etc.). La cultura magosiensiana s'inicià fa aproximadament uns 12.000 anys; durà fins a períodes molt recents i evolucionà cap a la microlitització majoritària dels seus utensilis. Al nord de l'Àfrica subsahariana, es troben eines avançades emparentades amb les de l'edat de pedra mitjana.

El final de la LSA és marcat per les manifestacions de la cultura Nok, que s'associa amb la introducció de la tecnologia del ferro a mitjans del primer mil·lenni de l'era actual. No obstant això, en moltes regions més aïllades, les eines evolucionaren molt poc fins a l'arribada de la colonització europea.

### Nord d'Àfrica

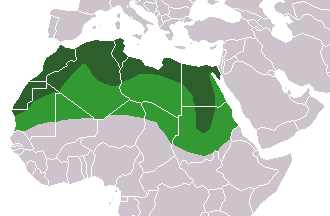
Nord d'Àfrica

L'Àfrica mediterrània tingué, durant l'edat de pedra, una periodització essencialment paral·lela a l'europea, fins que, a l'inici del Neolític, la influència de la civilització egípcia i l'arribada de colonitzadors fenicis n'accelera el ritme evolutiu respecte a Europa.

#### Paleolític
Les cultures més antigues es poden datar en el període olduvaià; s'han localitzat jaciments com el de Sidi Abderraman a Casablanca (Marroc), datat al voltant de fa un milió d'anys, gràcies al qual s'ha pogut establir una transició gradual des d'una cultura en què predominen els còdols tallats fins a una altra en què el bifaç és el "fòssil director". Les restes de Sidi Abderraman podrien vincular-se al tipus d'humà trobat per Camille Arambourg a Ternifine (Algèria), l'anomenat Atlanthropus mauritanicus (una varietat d'Homo heidelbergensis).

Algunes troballes significatives de l'olduvaià i acheulià del nord d'Àfrica
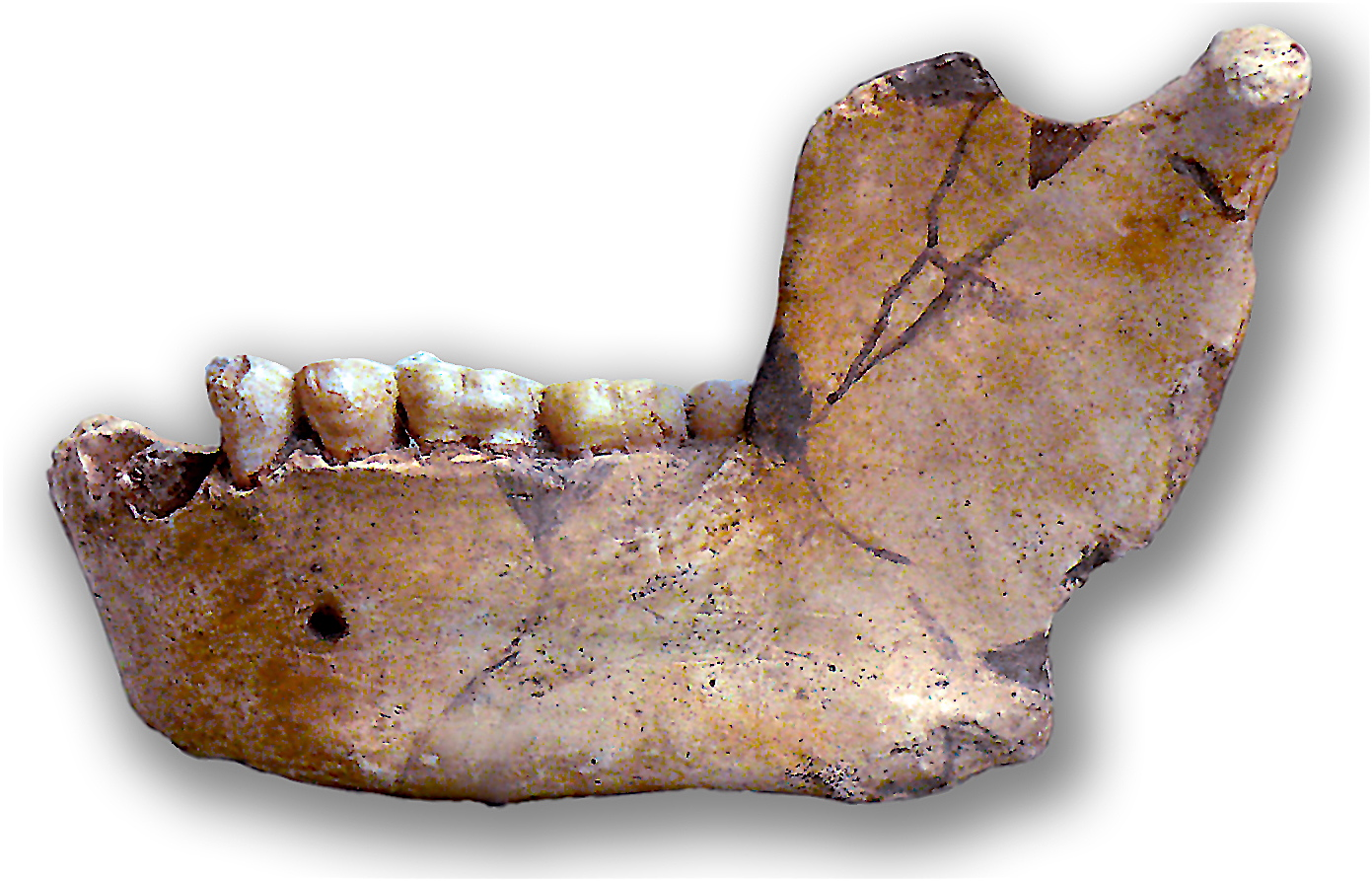
Mandíbula de Ternifine (Atlanthropus mauritanicus).
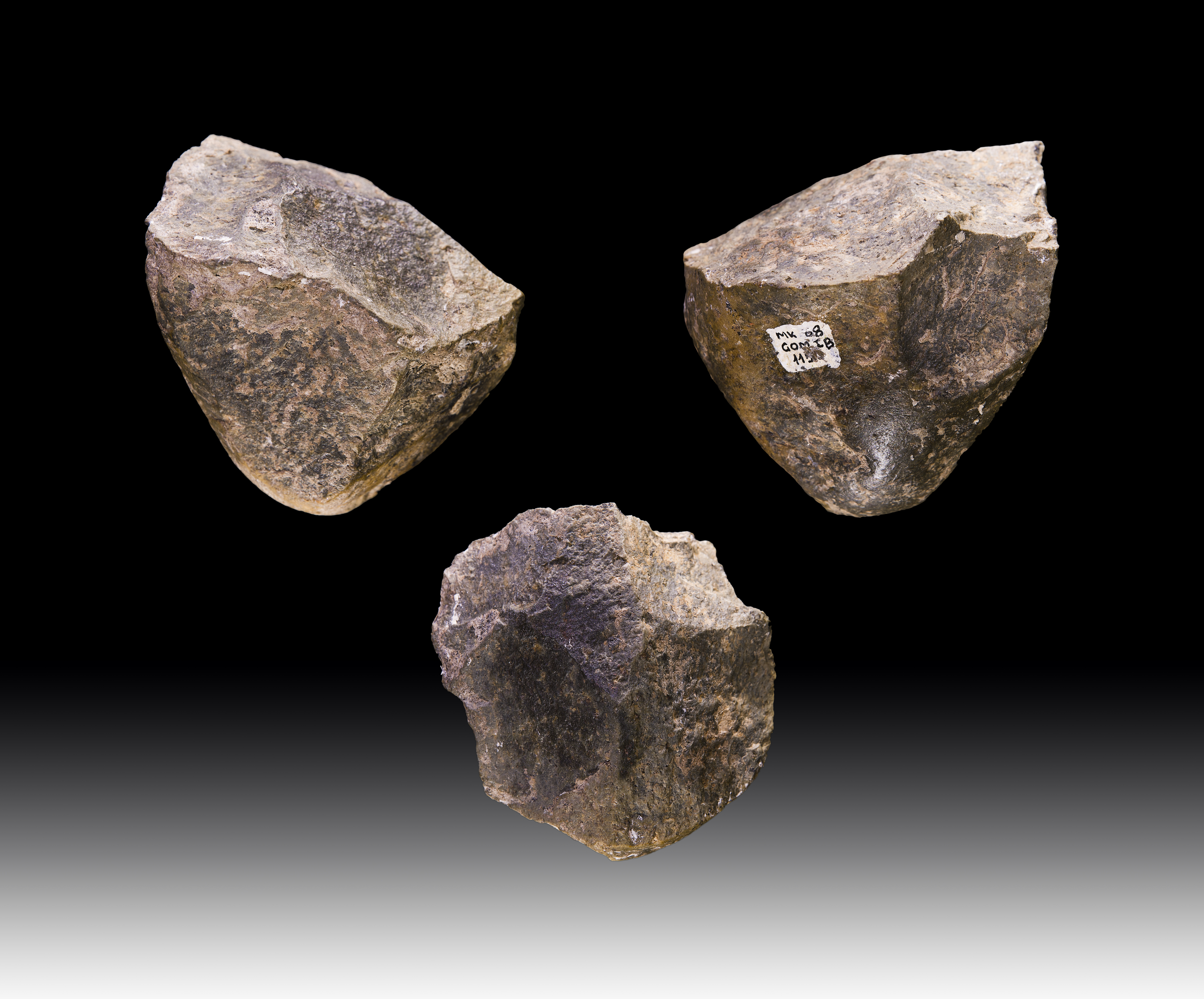
Còdol tallat.

L'acheulià és molt abundant en aquesta zona: en destaquen, entre d'altres, jaciments com Sidi Zin (Tunísia), Ain Fritissa (Marroc), Arka, Erg Tihodaine, Tachengit i Tabelbalá (Algèria); Abbassieh, Kharga i Gurnah (Egipte). Als jaciments d'Algèria, s'ha pogut establir una seqüència completa de l'acheulià nord-africà (800.000-100.000 anys d'antiguitat).
El Paleolític mitjà nord-africà neix arran de l'arribada dels neandertals, probablement procedents d'Europa, que importaren la cultura del musterià. Hi ha controvèrsia sobre la ruta que seguiren els neandertals entre Àfrica i Europa. Tot i el consens que les migracions hi vingueren del Pròxim Orient, descobriments més recents semblen demostrar que hi hagué comunicació a través de l'estret de Gibraltar, probablement en ambdós sentits.
El Paleolític mitjà nord-africà, molt similar a l'europeu de fa 50.000 anys, inicià un període que es caracteritzà per una indústria pròpia, l'anomenada cultura ateriana (que deu el nom al jaciment de Bir el-Ater, Algèria). L'aterià és molt semblant al musterià, i se'n diferencien en el fet que gran part de les eines en són pedunculades (raspadors, puntes, etc.), i tenen peces foliàcies amb retoc. S'associa al tipus d'humà de Jebel Irhoud (Marroc). Aquesta cultura fou molt abundant durant 20.000 anys (Bir el-Ater, Taforalt, Temara, Dar-es-Soltan, etc.), però en començà el declivi fa 30.000 anys, i desaparegué completament fa 12.000 anys, a l'albada de l'holocè.

Exemples significatius de l'aterià (Sàhara)
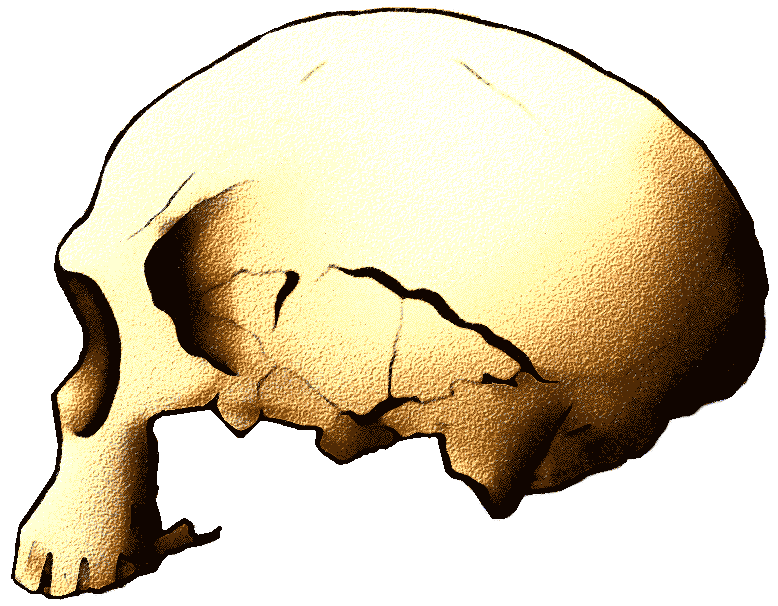
Crani de Jebel Ihroud (Marroc).
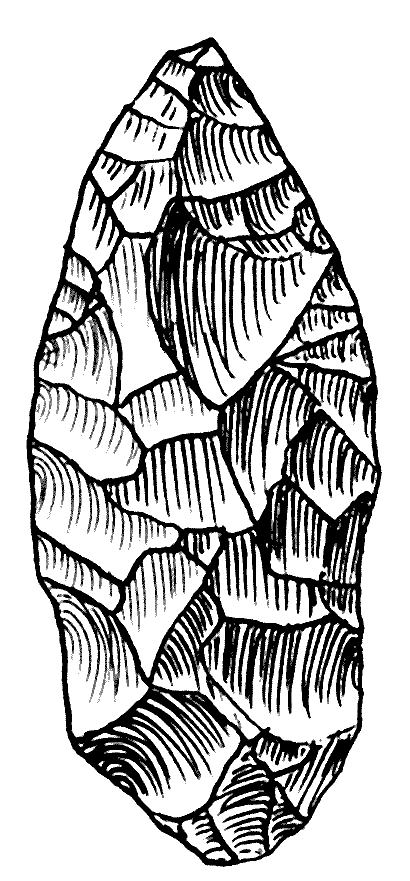
Punta foliàcia.
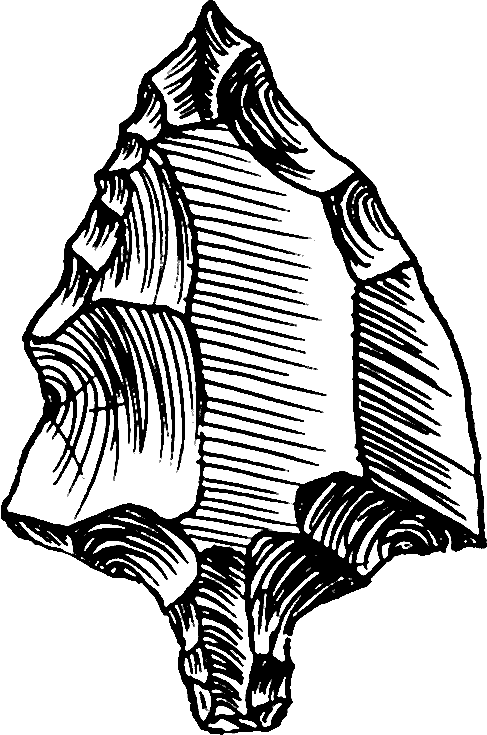
Punta pedunculada.
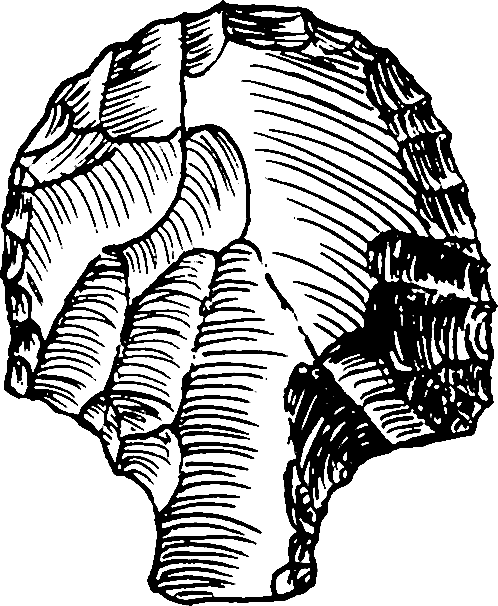
Raspador pedunculat.

El paleolític superior africà també es diferencia de l'europeu; el conjunt de cultures presents al nord d'Àfrica en són diferents.
La més anomenada és la cultura de l'iberomaurità, pròpia del Magrib, que nasqué poc abans del 30000 aC, d'extensa longevitat (encara present a inicis del Mesolític), i desaparegué fa 8.000 anys. El seu origen i característiques són encara tema de debat, i és objecte de tota classe d'especulacions sobre la seva arrel de l'aterià. Per alguns investigadors (els que li donaren nom), la cultura fou importada per immigrants procedents de la península Ibèrica, mentre que, per a altres (la majoria), procedeix de l'orient (amb l'arribada de primitius moderns). Es tracta d'una cultura leptolítica, és a dir, laminar, en què les fulles lítiques són essencials com a suport per a tota mena d'eines que, al llarg del temps, tendeixen a la microlitització, però també té moltes similituds amb altres indústries ubicades més a l'est.

Troballes de la cultura iber-mauritana
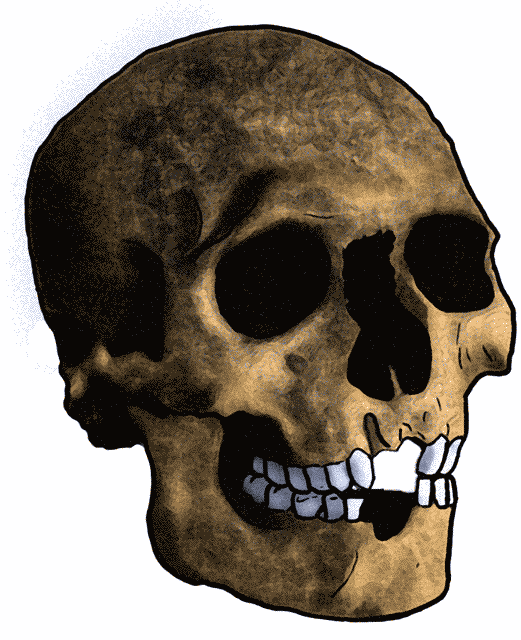
Crani tipus Mechta el-Arbi.

#### Epipaleolític
La cultura més important d'aquest període fou la cultura del capsià, una cultura bastant tardana que sobrevisqué fins al Neolític, sota la denominació de neolític de tradició capsiana.
La cultura capsiana fou definida per J. de Morgan en el jaciment d'El-Mekta, prop de Gafsa (قفصة, Tunis). La influència d'aquesta cultura supera la regió magribí, i arriba a la zona cirenaica i a la vall del Nil. Als jaciments d'aquesta cultura, se solen trobar gran quantitat de petxines d'origen bromatològic i una indústria lítica laminar i microlítica (amb formes trapezoïdals i triangulars), a la qual cosa hem d'afegir ous d'estruç, emprats com a recipients, moltes voltes decorats. La cultura capsiana es podria associar a les restes humanes d'Ain Dakkara, a Líbia, amb les manifestacions rupestres de Tassili i d'altres zones rocalloses saharianes.

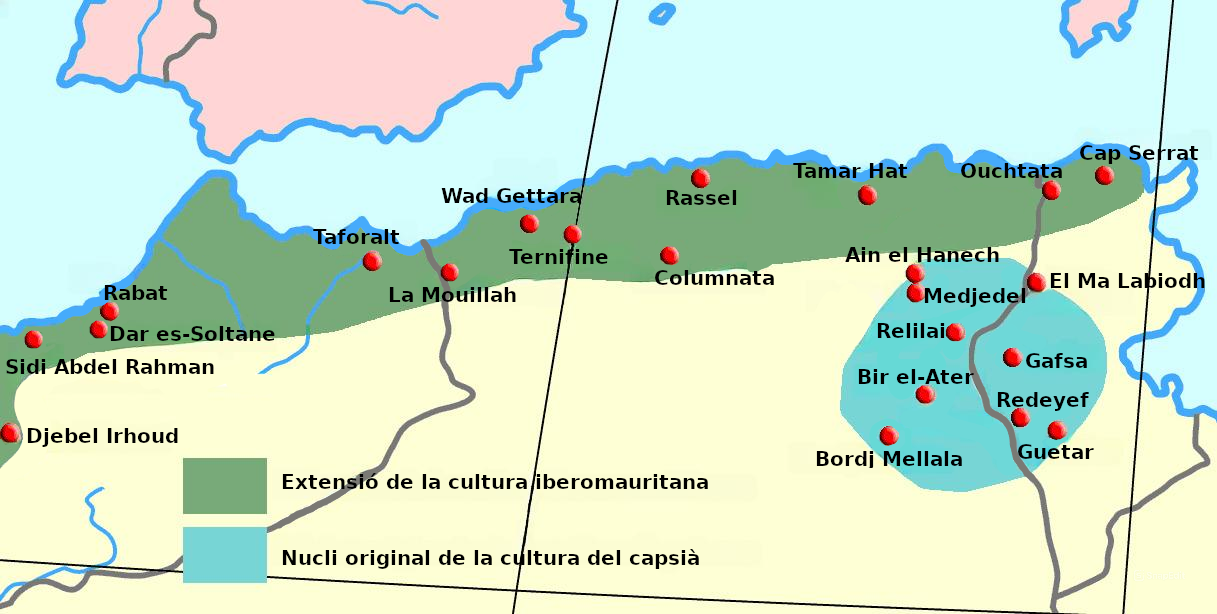
Principals jaciments de l'iberomaurità i el capsià al Magrib.

#### Neolític
Zona occidental
El primer neolític del litoral nord-africà pertany a la ceràmica cardial, de principis del setè mil·lenni aC (l'hàbitat principal n'eren les coves on, juntament amb restes de ceràmica impresa i proves de pervivència de la caça, se'n troben d'altres que demostren que ja s'hi practicava l'agricultura i la ramaderia). En occident, a la cultura d'origen local, se sumaren les innovacions que predominen en l'àrea magribina, i donen lloc al denominat neolític de tradició capsiana, des d'abans del 5000 aC fins després del 2000 aC.
Aquest període es caracteritza per un avanç en les tècniques de talla de sílex (inicialment, hi predominen els micròlits geomètrics, i són substituïts per puntes de sageta foliàcies). La ramaderia i la caça hi són les activitats principals, i l'agricultura hi és secundària; la ceràmica és tosca i sense decoració, i competeix amb els atifells fets a partir d'ous d'estruç, algun dels quals són ricament decorats.

Troballes de la cultura Capsiana
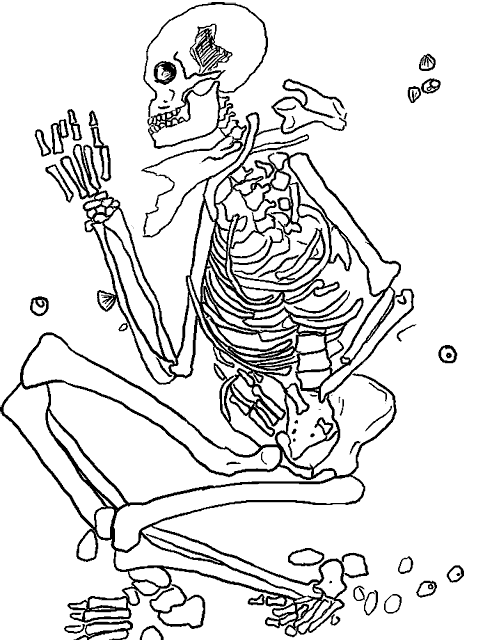
Inhumació capsiana en posició fetal.
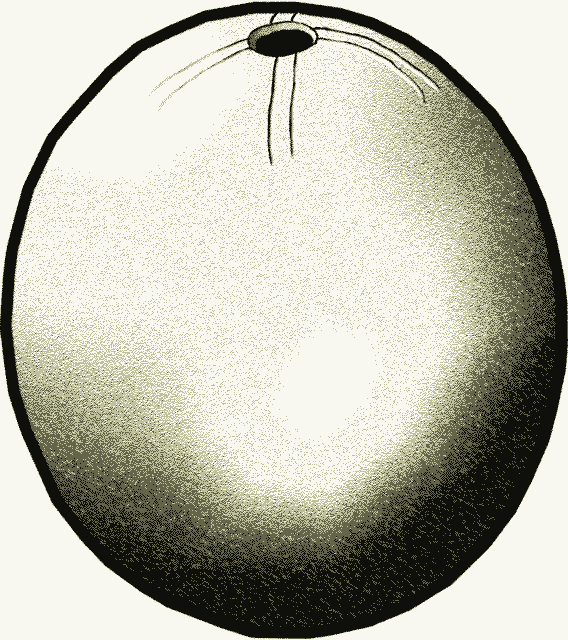
Ou d'estruç preparat com a ampolla.
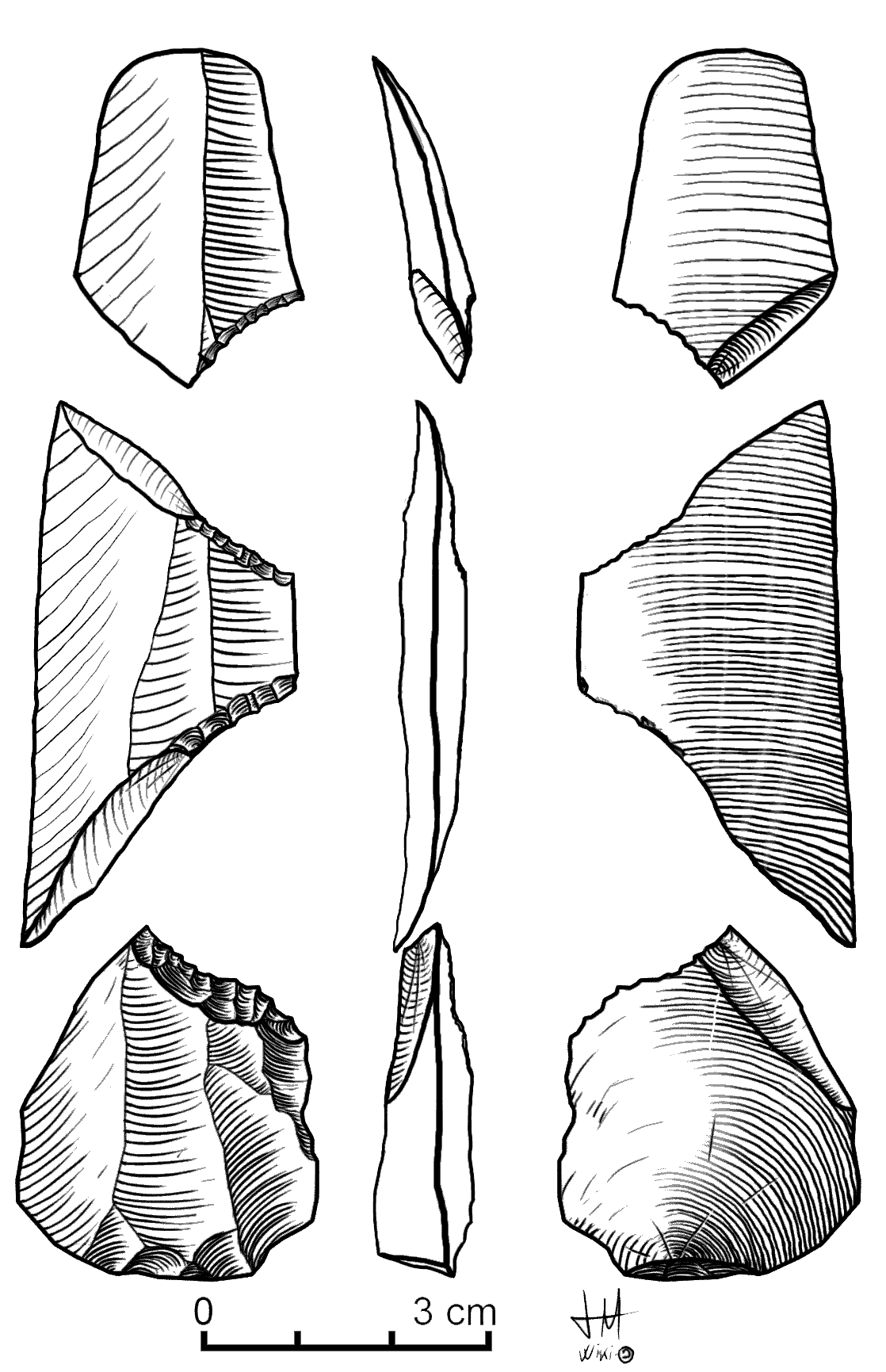
Tècnica microburí.
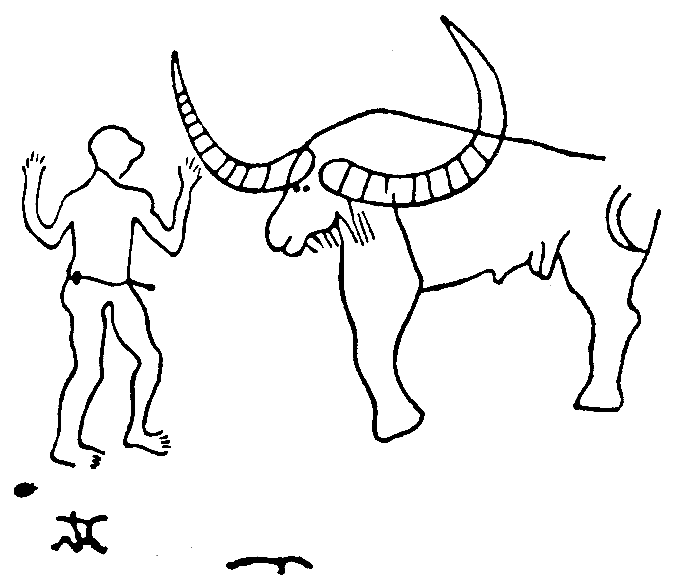
Escena de pastoreig gravada a Ksar Amar, Marroc.

Zona central
Apareix, en un procés similar a l'anterior i de cronologia coetània, el neolític saharosudanès: aquest, molt semblant a la cultura capsiana, destaca per tenir un nivell més alt de desenvolupament, una ceràmica acurada, molt decorada amb incisions i impressions, inhumacions en posició contreta, amb ocre i ornaments de cornalina, amazonita, calcedònia o marfil. Se li atribueix un art rupestre en abrics i petites coves repartides pel desert.
Zona del Nil
Se'n distingeixen dues zones de neolitizació aparentment autòctones: al sud la zona de l'Alt Egipte, on dominà la cultura badariesana; i al nord, al Baix Egipte, on destaca, al costat del delta, la cultura de Merimdé i, al llac Meris, en els estrats més profunds d'al-Fayyum, que s'inscriuen en les fases neolítiques.
En tots els casos, el neolític neix en el V mil·lenni aC, i perdura al llarg del IV mil·lenni aC. La comunicació entre les dues zones hagué d'existir mitjançant el riu, car a inicis del III mil·lenni comparteixen molts trets en comú, tants que es podria parlar d'una única cultura, no neolítica, sinó del Calcolític, la geerzensiana, més rica al sud (Nagada II) que al nord (maadiensiana).
El neolític de Merimdé es coneix per un gran jaciment en ple delta (Merimdé Beni-Salamé), amb greus problemes de conservació a causa de l'entorn pantanós on es troba. Els poblats coneguts tenien cases de planta oval construïdes amb canya, amb llar de foc i sitges; la ceràmica, de formes variades, és tosca i mancada de decoració, exceptuant-ne les últimes fases, en què rep una de roig. També modelaren rudimentàries estàtues, i en destaca un tosc rostre humà. Un alt grau tècnic en la indústria lítica, amb puntes de sageta de base còncava i peces bifacials, a voltes combinant el retoc per pressió amb el poliment de peces, tals com puntes de llança de magnífica factura; també hi són presents ganivets, dents de falç, i altres estris quotidians com les destrals brunyides. A Merimdé, apareixerien paletes rudimentàries, amb la funció de mesclar pigments per a cosmètica o teixits, de materials diversos i sense forma definida. S'hi coneixen centenars d'enterraments en foses ovals.

Troballes del Neolític del Nil
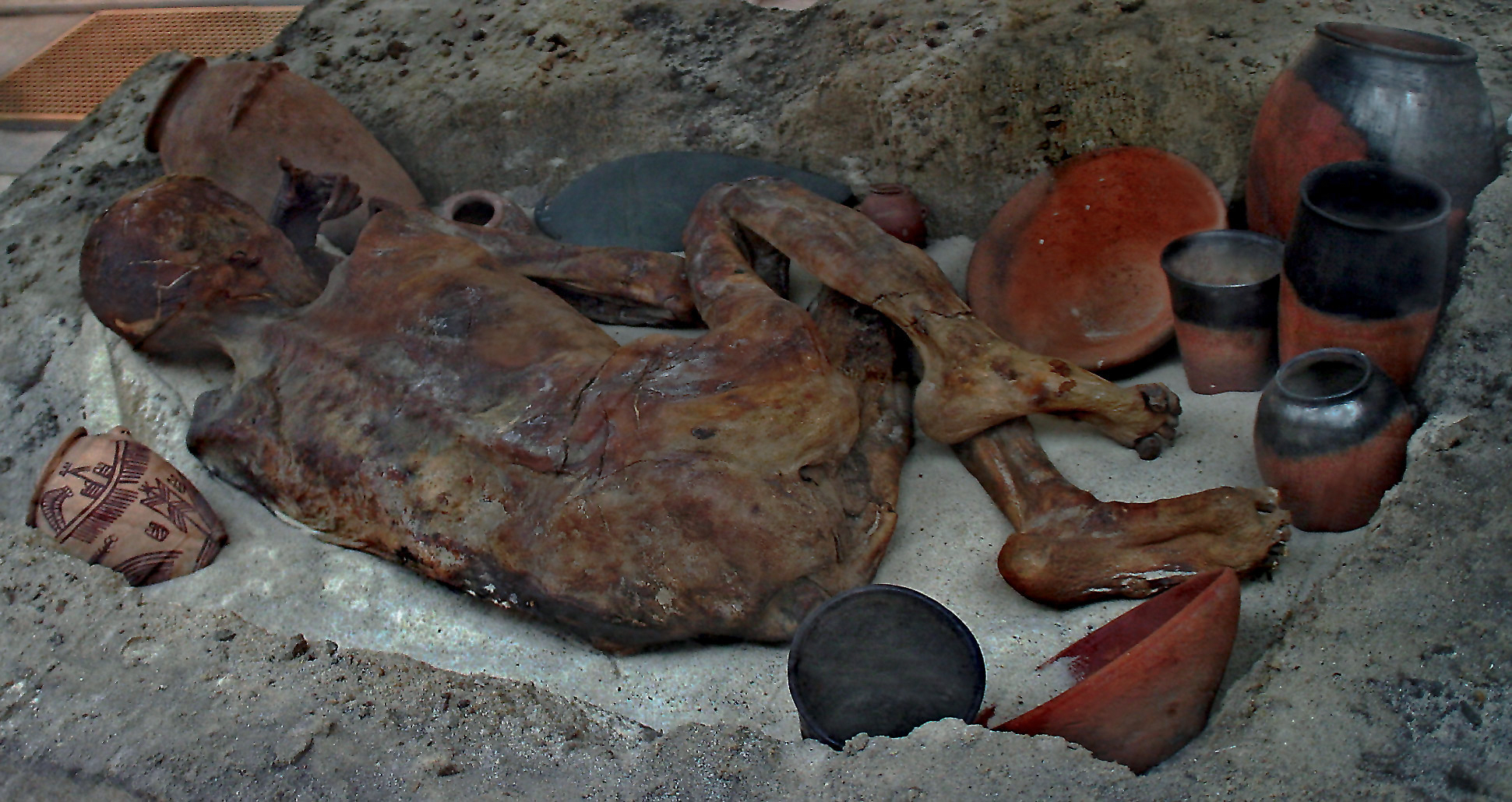
Inhumació geerzensiana amb momificació natural.
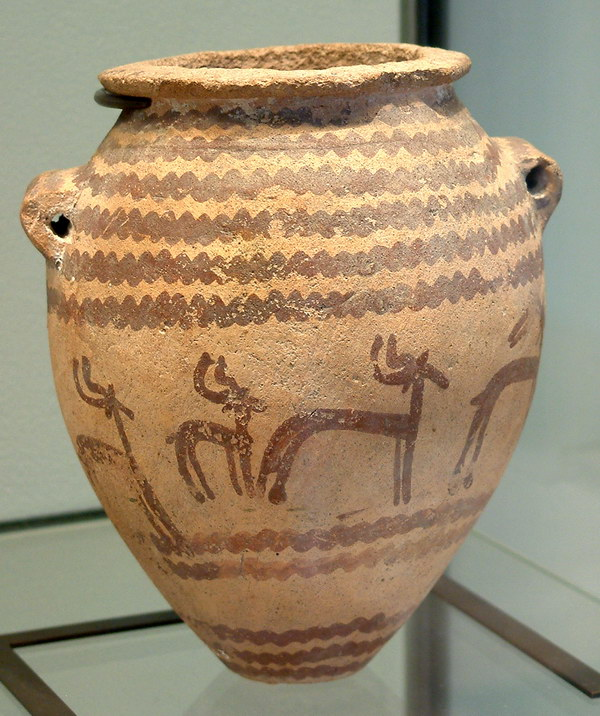
Ceràmica pintada del període predinàstic primitiu.
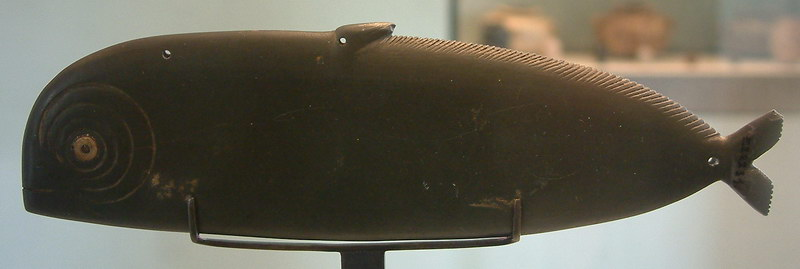
Paleta amb forma de peix.
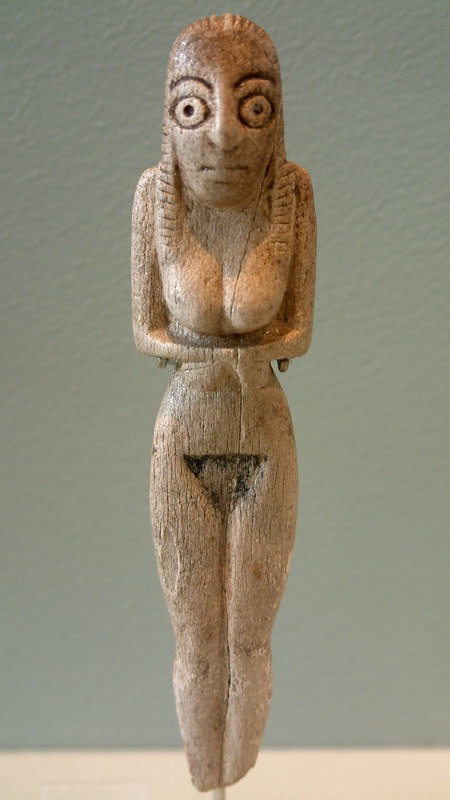
Estàtua femenina d'ivori d'època amratiensiana.

La cultura badariana també disposa de proves d'enterraments en fossa que, generalment, són ubicats a la riba del riu, fet que ha afavorit que els sediments els preservessin: moltes de les fosses estan apuntalades amb taulons; els esquelets i les mòmies naturals estan en posició fetal, i presenten ornaments com ara cinturons, ceràmica, puntes de sageta i d'altres; posteriorment, el cadàver es cobria amb una pell.
La cultura material és més ben coneguda que al Baix Egipte, almenys, sembla més rica o, simplement, les condicions ambientals n'han afavorit la conservació: esplèndides peces de sílex, paletes d'esquist per a barrejar colorants de formes diverses (quadrangulars, forma de peix); peces d'os i marfil, teixits i, fins i tot (al final), alguns objectes de coure. També hi són presents estàtues masculines, femenines i figures d'animals. La ceràmica és delicada, variada i, als inicis, sol estar decorada en relleu, formant ondulacions; posteriorment, sorgeix la ceràmica pintada amb motius geomètrics, vegetals i animals, fins a l'aparició de la figura humana. L'agricultura i la ramaderia hi són documentades i els poblats tenen habitatges de planta quadrangular, construïts amb brancatge i tova. El badariensià sembla enllaçar-se amb el període predinàstic d'Egipte (i entra ja en la història). De fet, al Neolític egipci, se'l denomina període predinàstic primitiu.
Els primers metalls apareixen en l'antic Egipte al final del predinàstic primitiu i, immediatament després, inventen l'escriptura i sorgeixen com a gran cultura de l'antiguitat. El Magrib s'estanca, habitat per pobles líbics mal coneguts; no és fàcil parlar-ne d'una edat del bronze a l'estil de la resta del Mediterrani; de fet, són els fenicis qui, al voltant de l'any 1000 aC, indueixen tals canvis, que treuen aquesta regió de l'edat de pedra, definitivament.

## Orient Pròxim
Emprarem la denominació Orient Pròxim per designar la regió de l'orient més propera a Europa. Els límits d'aquesta denominació varien segons el sentit en què s'empra el terme. En el seu àmbit més restringit, aquesta denominació s'utilitza per a denominar l'Àsia sud-occidental: Turquia, Síria, Líban, Palestina, Israel, Jordània, l'Iraq, Iran (també s'hi inclouen Aràbia Saudita, Kuwait, Bahrain, Qatar, Emirats Àrabs Units, Oman i el Iemen, els quals no són mencionats al text). També s'hi sol incloure Egipte, el qual hem mencionat (vall del Nil) en l'apartat d'Àfrica; així mateix, també n'hem exclòs Xipre, deixant-lo per al capítol europeu. D'altra banda, hi inclourem ocasionalment zones del Caucas.
Des del punt de vista prehistòric, l'Orient Pròxim forma el que es denomina una zona nuclear que irradia contínues innovacions i canvis, que influeixen decisivament en el desenvolupament, no sols de zones properes, sinó de tot Euràsia.

### Paleolític en l'Orient Pròxim
- Paleolític inferior: la presència humana a l'Orient Pròxim s'ha pogut constatar, com a màxim, primerenca: la troballa al jaciment de Dmanisi (Geòrgia) n'és una prova. En aquest jaciment, s'han trobat restes d'Homo ergaster, en concret diferents cranis d'entre 1.850.000 i 1.600.000 anys d'antiguitat,[b] junt amb restes d'una cultura material molt tosca (resquills, còdols tallats i nuclis d'extraccions desorganitzades),[17] i ens hi trobem davant un paleolític inferior arcaic, anterior a l'acheulià.

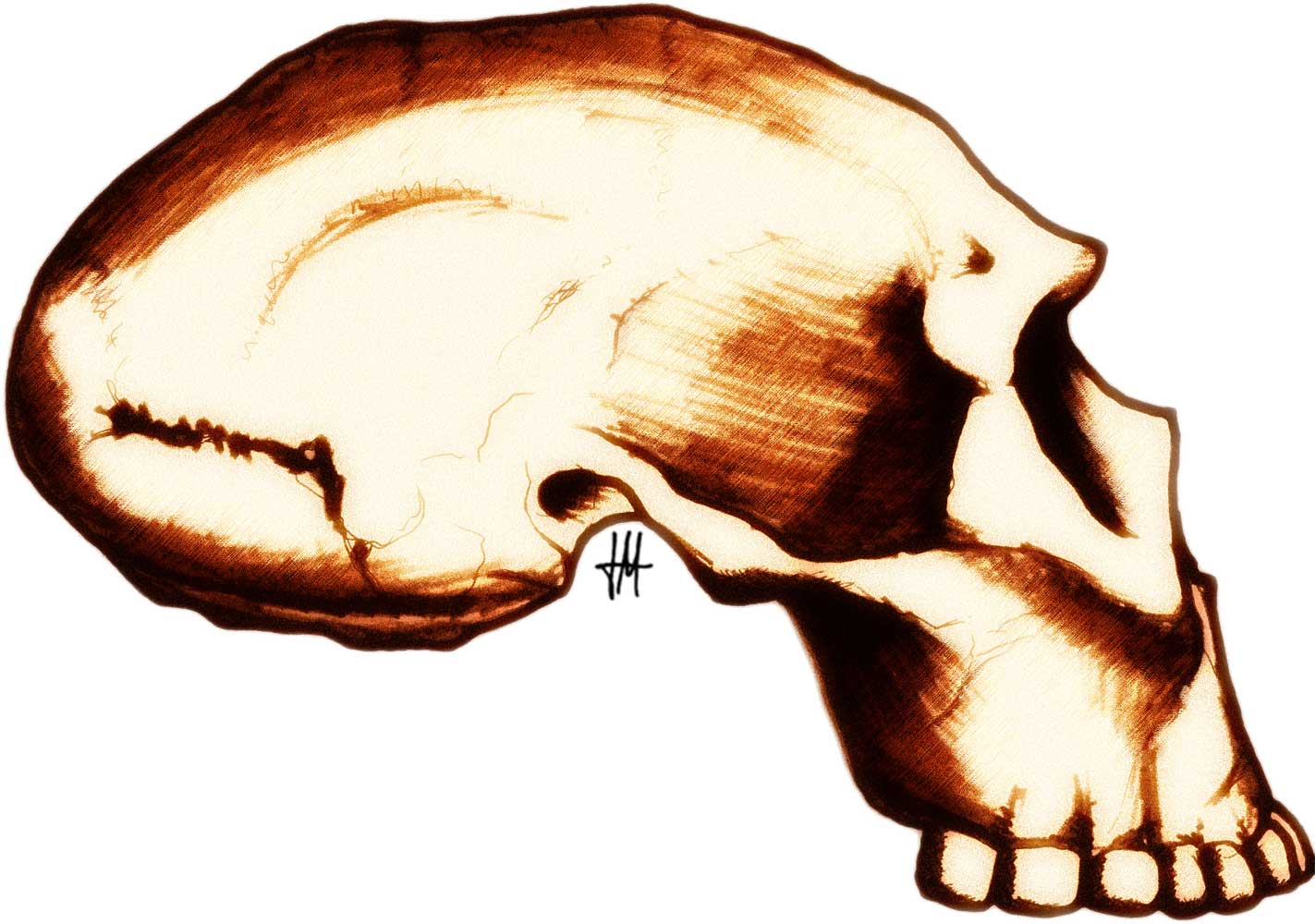
Crani de Dmanisi.
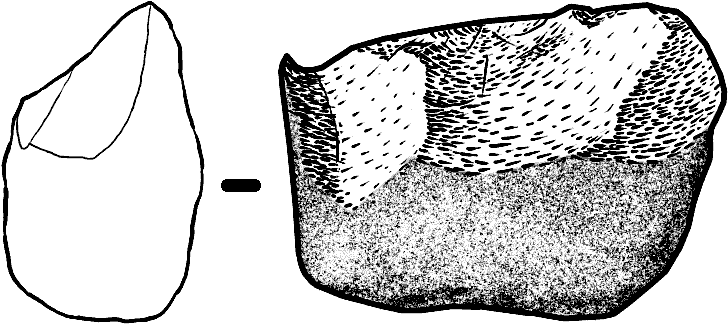
Codòl tallat de Dmanisi.
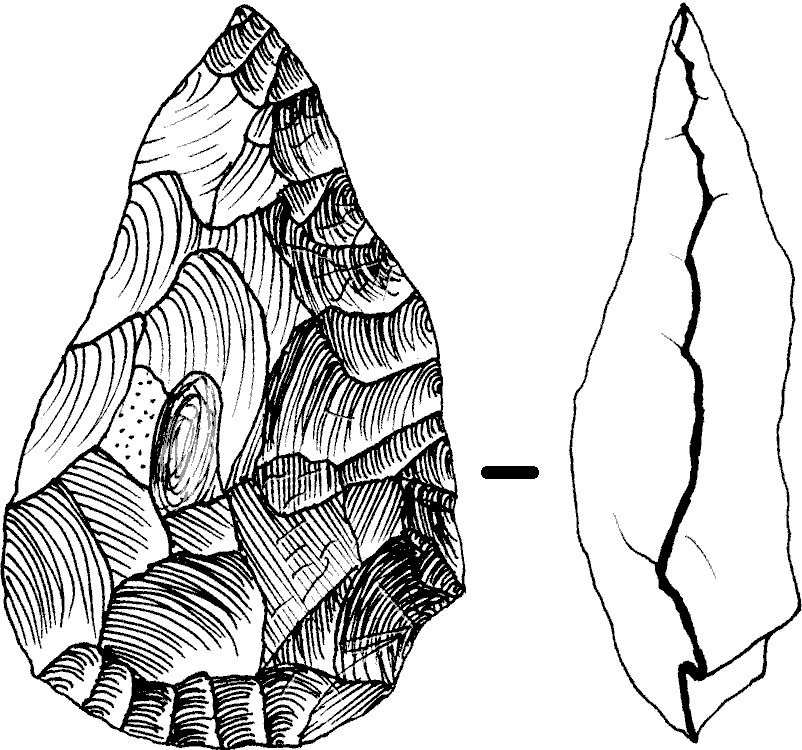
Bifaç d'Um Qatafa.
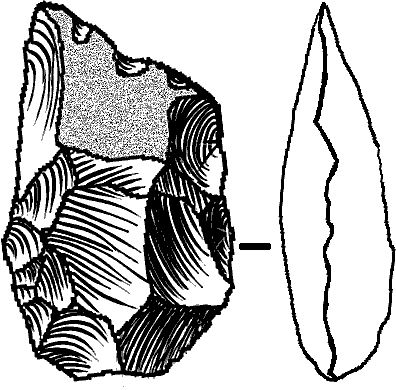
Fenedor de Tabun.

Els primers bifaços, poc treballats, apareixen al sud del llac Tiberíades, a Ubeidiya (Israel), juntament amb altres restes. En aquest jaciment, també es trobaren restes humanes, si bé escasses, de més d'un milió d'anys d'antiguitat (l'Home de Galilea).
Un acheulià més típic és el que s'observa a Banat Yacub (Israel); data de més de 800.000 anys, o als jaciments siris de Lantamne (acheulià mitjà, d'uns 500.000 anys) i Gharmachi (acheulià final). L'acheulià final hi és el més abundant: es troba tant en jaciments costaners (Ras Beyruth, Líban), com a l'interior, a la vall del Jordà, Um Qatafa i Mugharet et-Tabun, que marca la transició al Paleolític mitjà. Aquesta transició sembla estar present en les indústries lítiques anomenades yabrudiensianes (menys presència de bifaços, més estris de resquills, major importància del mètode Levallois...); aquesta cultura ha estat datada a Mugharet-el-Zuttiyeh amb 150.000 anys d'antiguitat.
- Paleolític mitjà: és força similar a l'europeu. La cultura material es compon bàsicament d'estris mosterians de resquills: la més antiga és l'anomenada tradició wadi-mughara, seguida per la mostero-levalloisiana, la qual sembla arribar fins a l'actual Tadjikistan. De fet, es parla d'un Paleolític mitjà perimediterrani.[18] L'Orient Pròxim presenta coves tan emblemàtiques com Shanidar (Iraq), on es troba la tomba de l'Home de les Flors; Kebara, Amud i Mugharet et-Tabun (Israel), que ofereix una seqüència quasi completa del Paleolític mitjà i són associades a inhumacions neandertals; Teshik-Tash (Uzbekistan), on s'ha identificat la tomba d'un infant neandertal (Crani de Teshik-Tash), Amrit i Dederiyeh (Síria), Ras Beyruth (Líban), etc.

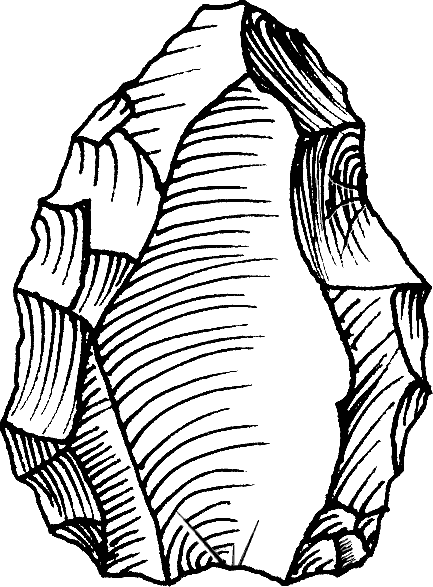
Nucli levallois típic.
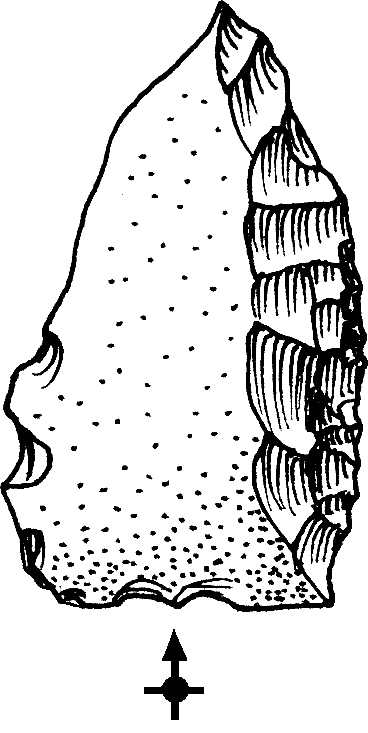
Raspadora lateral sobre resquill.
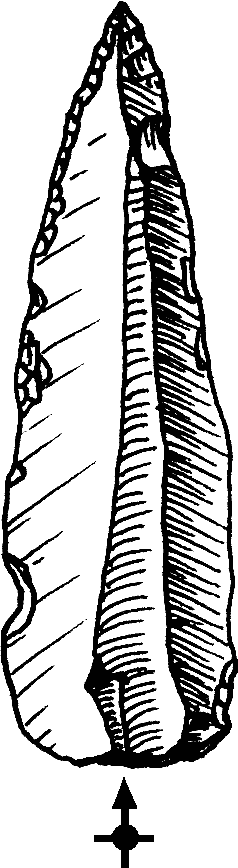
Punta levallois laminar.
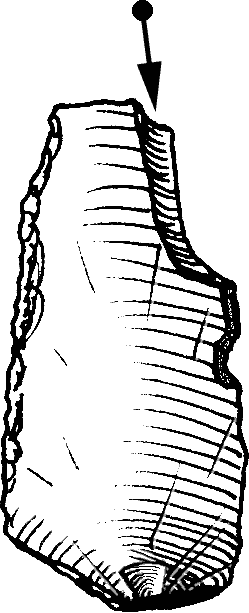
Burí sobre fulla de sílex.

A Mugharet et-Tabun (Israel), les indústries lítiques més antigues són les del Paleolític inferior (acheulià final i yabrudiensià), on es troben peces de tradició wadi-mughara. En el nivell que s'hi superposa, es troben indústries molt modernes, mentre que, en la part superior, es troben indústries mosterianes, virtualment idèntiques a les europees i associades a restes neandertals.
Aquest fet fa suposar una circumstància excepcional en el Paleolític mitjà del Llevant del Mediterrani oriental. A la zona, també són presents altres jaciments més antics. La vall del riu Jordà sembla haver rebut una migració d'humans moderns abans de la desaparició dels neandertals. En qualsevol cas, les restes reflecteixen l'aparició d'eines lítiques modernes (similars a les del Paleolític superior europeu), a partir del 56000 aC, molt abans que a Europa, emparentada amb la tradició Levallois, però clarament aurinyaciana. Aquestes indústries lítiques han estat datades a Boker Tachtit (Néguev) en 47.000 i 38.000 anys d'antiguitat.

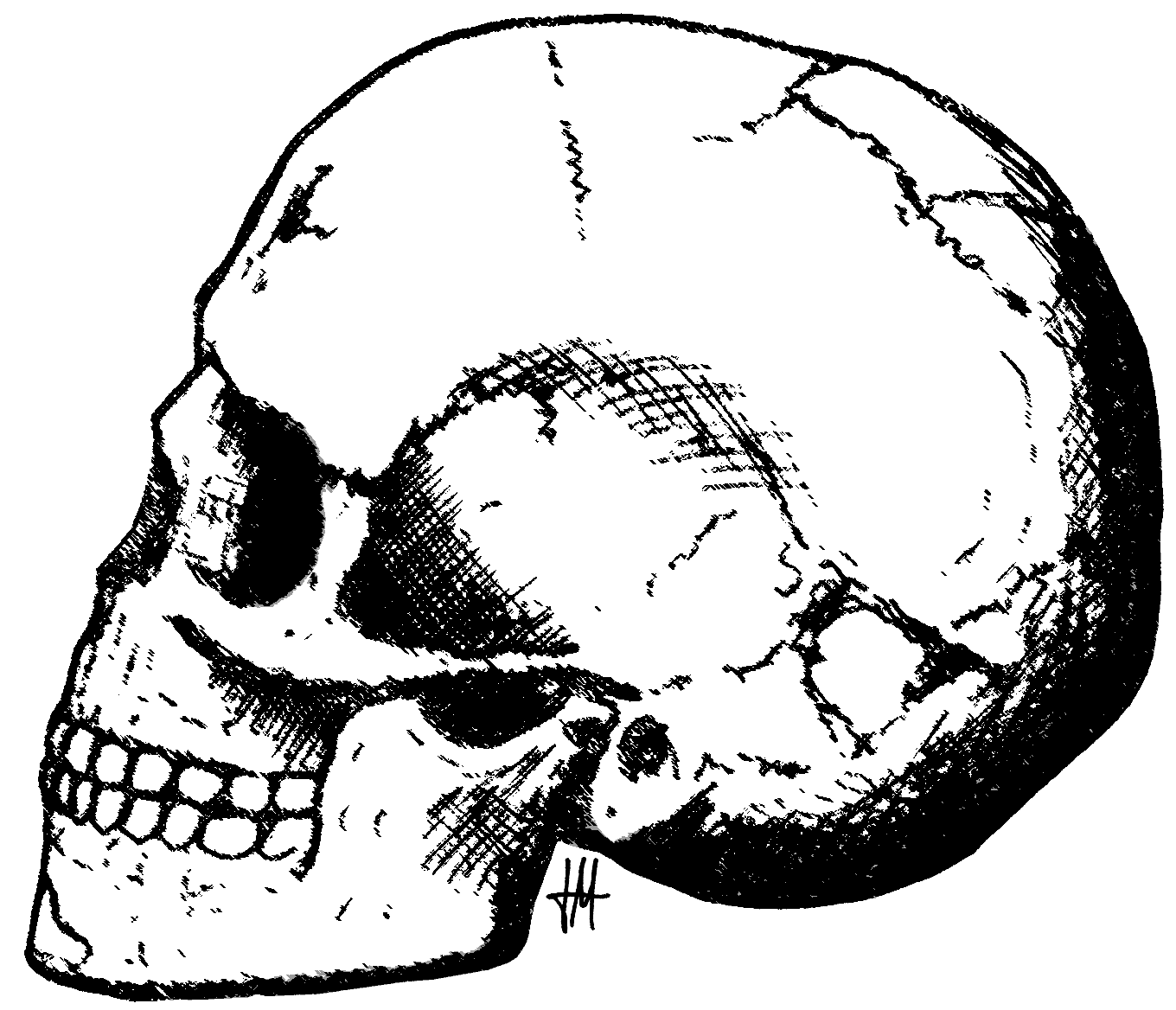
Primitiu modern infantil de Qafzeh (Israel), 90000 aC.
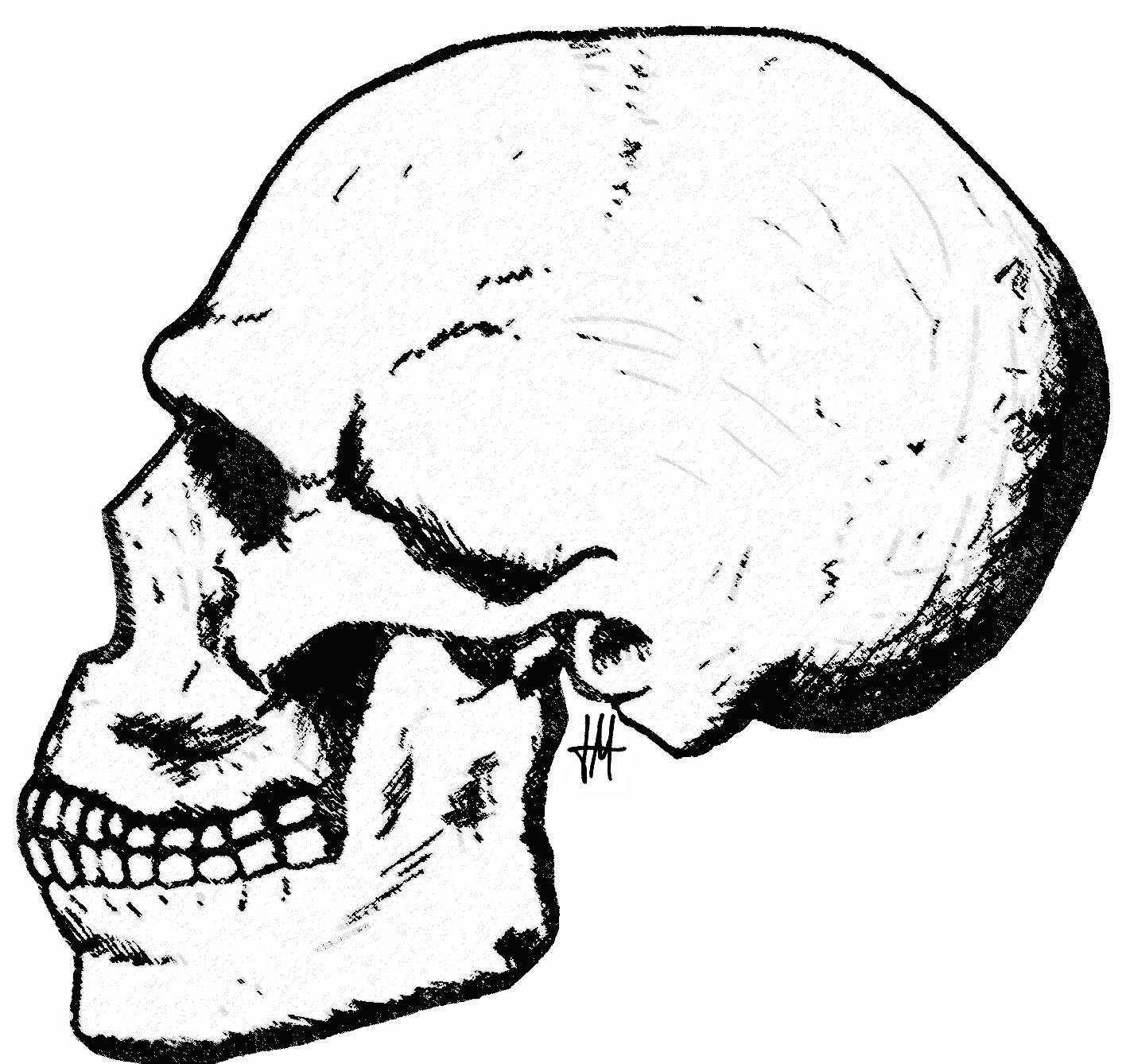
Primitiu modern adult de Skhül (Israel), 80000 aC.
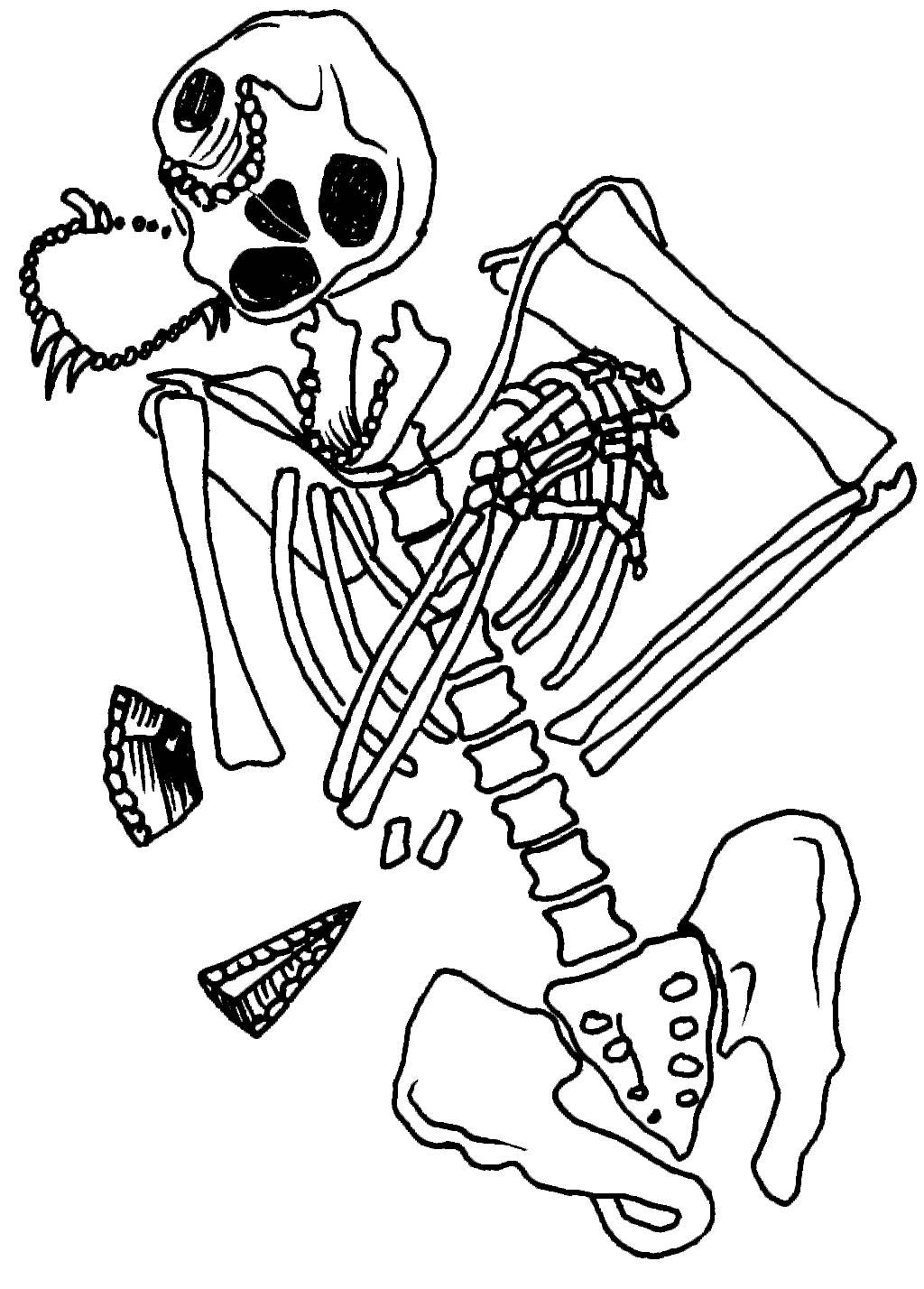
Tomba neandertal de Kebara (Israel), 60000 aC.
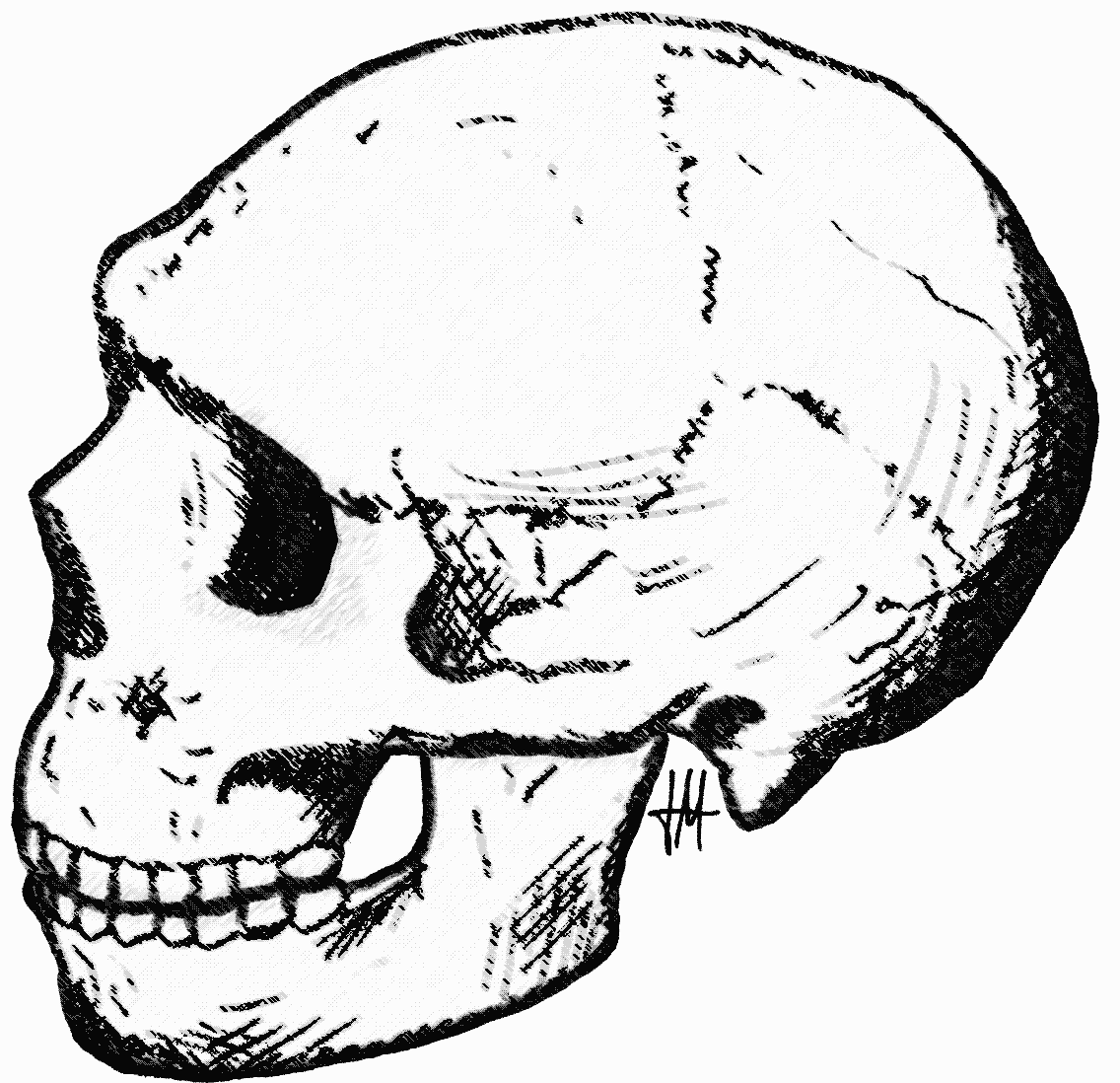
Neandertal d'Amud (Israel), 50000 aC (observeu l'espai retromolar).

Respecte als fòssils humans, la vall del Jordà és particularment coneguda per un conjunt de restes que comparteixen rastres comuns entre neandertals clàssics i cromanyons o humans moderns. Aquestes restes s'anomenen algunes vegades neandertals progressius i, d'altres, primitius moderns (denominació que emprem majoritàriament en aquest text). En el conjunt de les restes, cal destacar les de les coves de Skhül, Amud, Qafzeh i Mugharet-el-Zuttiyeh, datades en 100.000 i 90.000 anys, tot i que alguns autors les fan més antigues (prenent en compte que la sepultura neandertal de Kebara té 60.000 anys com a mínim). A diferència dels neandertals clàssics, aquests primitius moderns no s'extingeixen i s'enllacen, sense solució de continuïtat, amb els humans moderns, tant en l'aspecte físic com cultural. A grans trets, els primitius moderns es diferencien dels neandertals clàssics perquè tenen el rostre molt més petit i prominent, sense espai retromolar al maxil·lar, i el front alt (la capacitat cranial és similar, l'estructura del cap: esplancnocrani/neurocrani, és molt diferent).
Hi ha dubtes sobre si aquests primitius moderns d'Orient Pròxim són la punta de llança en el seu camí cap a Europa (tal com hem indicat anteriorment, alguns autors afirmen que aquests éssers humans moderns arribaren a Orient Pròxim abans que els neandertals). Ambdues espècies estaven en expansió, l'una venia d'Europa occidental mentre que l'altra, d'Àfrica, i es trobaren aquí. Les restes trobades tenen la semblança d'un híbrid, resultat de relacions físiques i/o culturals entre aquestes espècies. Possiblement, varen conviure durant milers d'anys.
- Paleolític superior: fins a finals segle xx, el coneixement del Paleolític superior del Mediterrani oriental es fonamentava principalment en els treballs de Neuville i Dorothy Garrod, realitzats en coves i abrics rocallosos de Galilea, Mont Carmel i la zona de Judea. La classificació de Neuville (1934) admetia un únic llinatge evolutiu dividit en diferents fases.

Estudis més recents tendeixen a referir-se a dos corrents culturals diferenciats i paral·lels; entre altres motius, per la tecnologia lítica trobada, i se n'ha revisat, al mateix temps, la cronologia:
- Cultura emirenciana (transició entre el Paleolític mitjà i el Paleolític superior). S'esdevingué entre el 44000 aC i el 36000 aC.

- Ahmarià:[24] cultura datada entre 36000 aC i 22000 aC. Aparentment, deriva de l'emirencià i és possible que fos precursora d'un kebarià primerenc (o kebarià laminar). El fòssil director és la punta de base retocada o punta d'El-Wad.

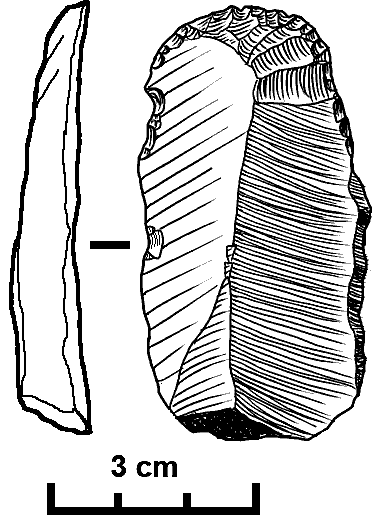
Raspador sobre fulla.
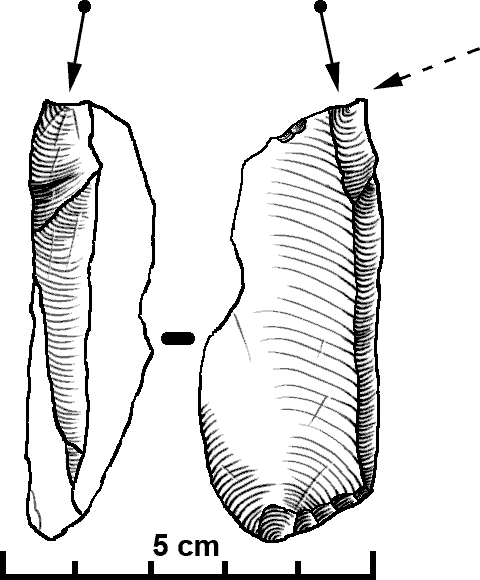
Burí.
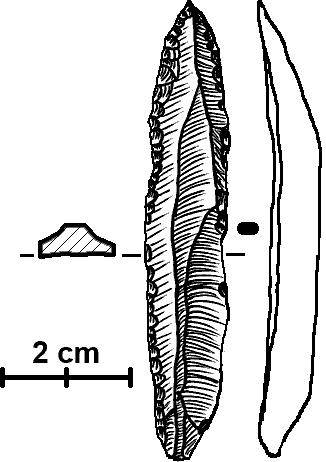
Punta d'El-Wad.
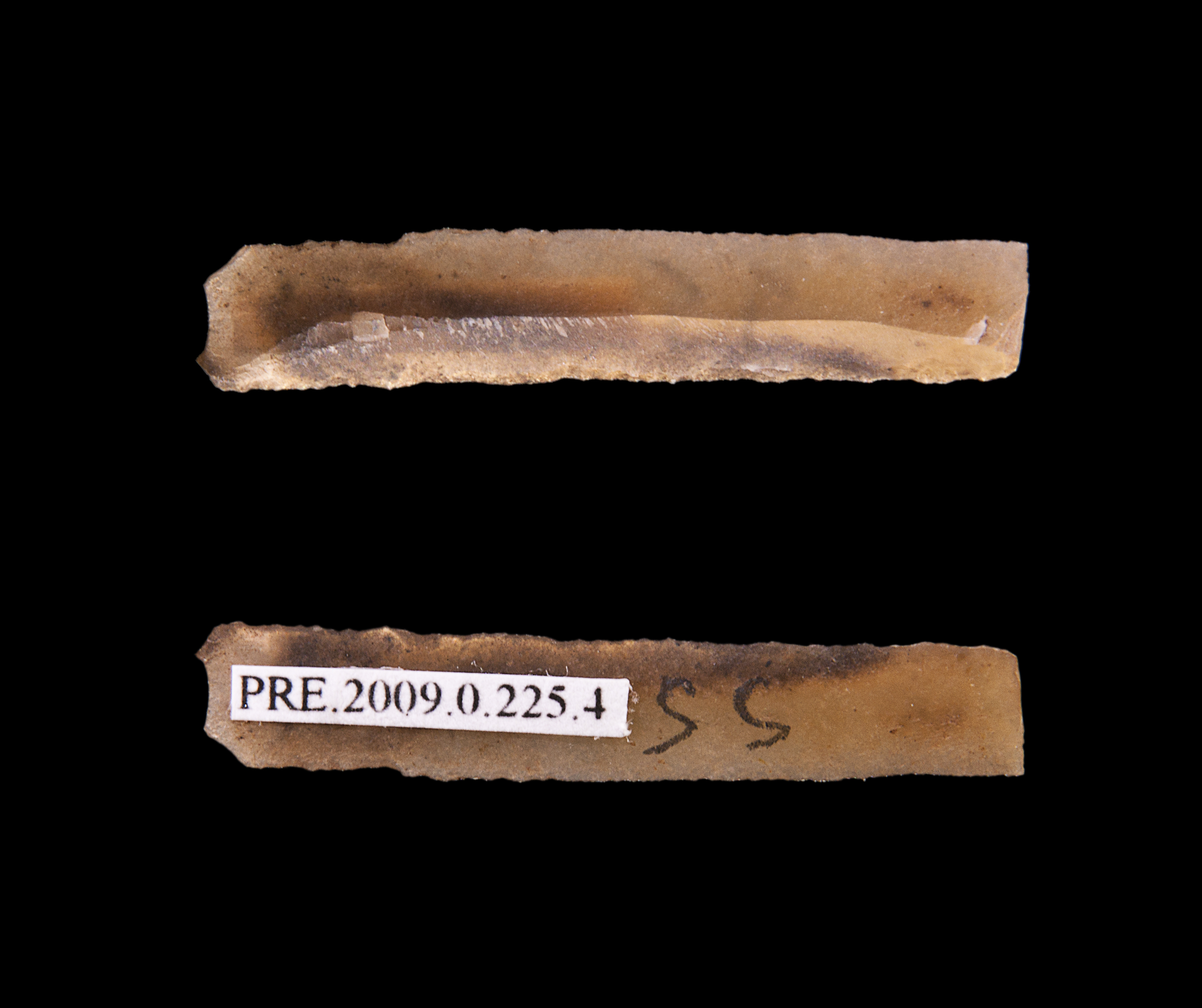
Micròlit laminar.

- Aurinyacià llevantí:[25] datat entre el 32000 aC i el 18000 aC, se sol dividir en tres fases (antelià inferior, antelià superior i atlitià). Probablement, deriva de l'aurinyacià europeu oriental (Bacho Kiro, Bulgària).[c]

 Cultura rica en productes carenats.

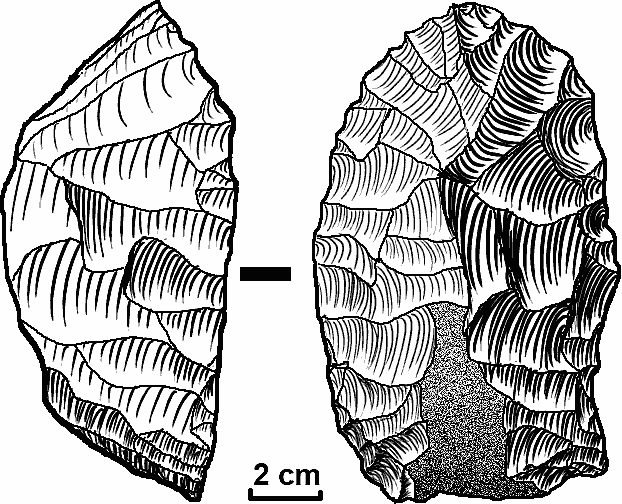
Raspador carenat.
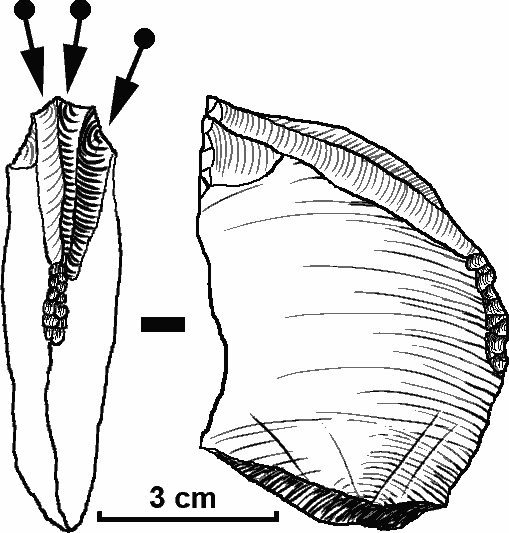
Burí.
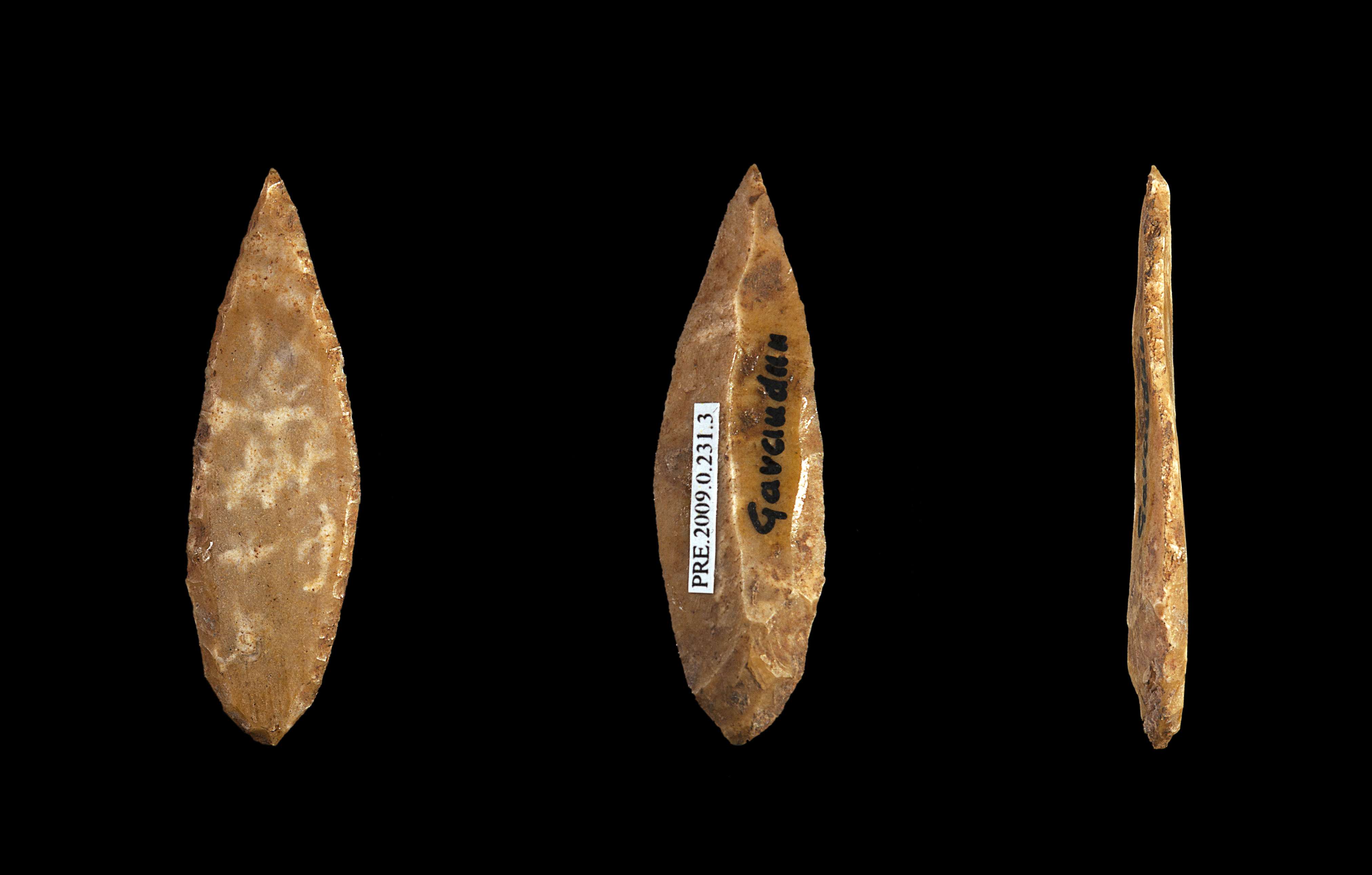
fulla Dufour.
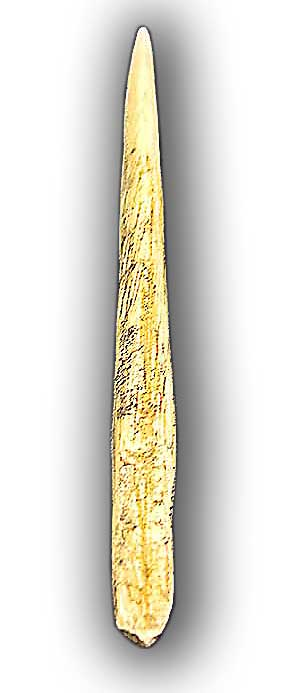
Atzagaia biapuntada.

Durant la transició entre el Paleolític superior i l'Epipaleolític, es produeix un important canvi conceptual. Les eines lítiques més antigues s'obtenen en processos operatius especialitzats, amb l'objectiu d'obtenir micròlits laminars. En els inicis de l'Epipaleolític, en canvi, el mètode no es destinà a obtenir fulletes, sinó fulles per a micròlits geomètrics; hi apareix la tècnica del microburí i les primeres puntes de sageta amb retocs plans que les cobreixen (que apunten que, en el Mesolític, sorgeix la invenció de l'arc).

### Mesolític al Pròxim Orient

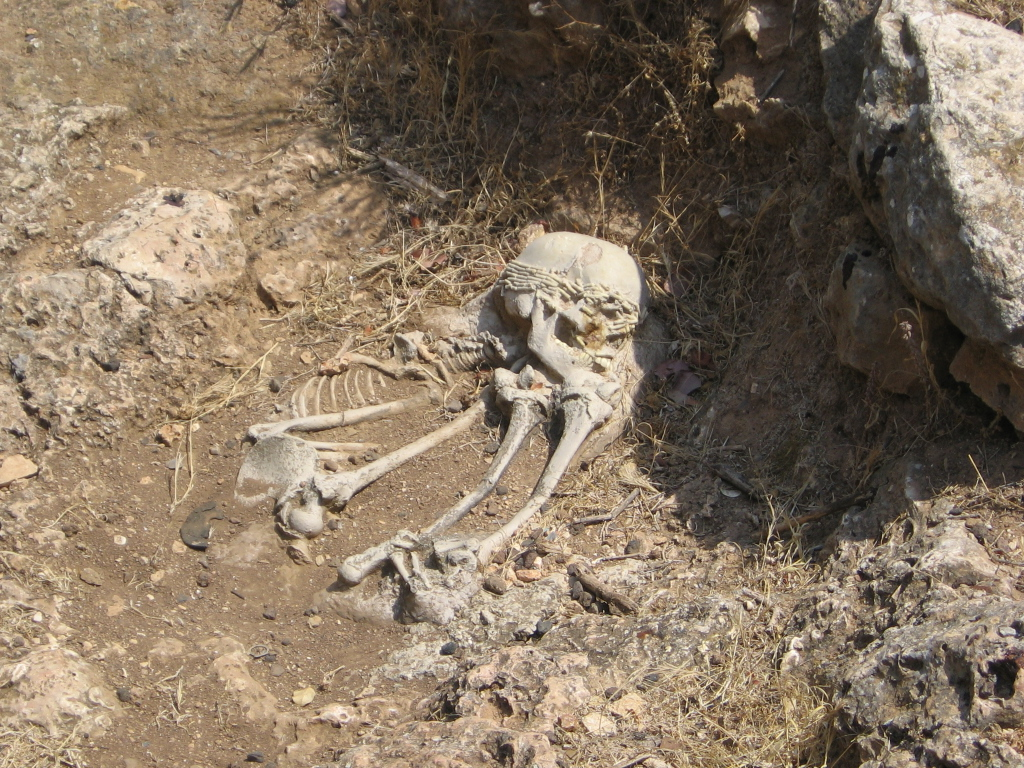
Inhumació natufiana de Nahal Me'arot, Israel.

S'inicià al voltant dels 15.000 anys a Mesopotàmia i Egipte, en finalitzar l'última glaciació. El canvi climàtic provocà en la zona una desertització progressiva de l'entorn, i afectà els costums dels pobladors, si bé també és probable que no fos únicament aquest canvi climàtic allò que estimulà el progrés de l'ésser humà. Inicialment, la caça i la recol·lecció continuaren sent primordials; el fet que les àrees productives s'anessin contraient al voltant de rius i llacs propicià un canvi de costums. En aquesta zona, creixia espontàniament el blat i la civada, i abundaren les ramades d'ovelles, cabres i toros salvatges. El nomadisme es transformà, forçosament, en semi sedentarisme, la caça es convertí en simbiosi (els humans caçaven les seves peces al mateix temps que les protegien d'altres competidors), i la recol·lecció s'organitzà millor. Aquesta fase és denominada, al Pròxim Orient, kebarià. En aquest període, aparegué l'arc i les sagetes.
Posteriorment, la recol·lecció adquireix major importància, i sorgí la cultura més significativa del Mesolític mig-oriental, el natufià: localitzada a la rodalia de Wadi-en-Natuf (un uadi en territori palestí), caracteritzada pel sedentarisme (hi ha petits poblats amb cases circulars), la recol·lecció sistemàtica de cereals, associada a micròlits de tipus dents de falç, junt amb morters, pedres de moldre, etc. En el natufià, augmenta l'economia de gestos, però, aparentment, la tècnica lítica es degrada (s'empra gairebé qualsevol tipus de pedra per a crear utensilis). No obstant això, aquest fet es podria interpretar com una flexibilització de l'economia, ja que els productes obtinguts són menys especialitzats, i es poden emprar per a diferents propòsits, o per haver-se elaborat in situ, per a una necessitat puntual.

### Neolític al Pròxim Orient
Fa poc més de 10.000 anys, esclataren un seguit d'innovacions a la zona del Pròxim Orient que foren tan notables que van donar lloc al que s'ha anomenat la revolució del neolític. Més concretament, en el territori anomenat Creixent Fèrtil, que comprèn: Mesopotàmia (actualment, Iraq) i Canaan (actualment, Israel i Palestina), i que també inclou la vall del Nil (Egipte), Líban, el nord de Síria i el sud-est d'Anatòlia (Turquia).
Els pobladors del Pròxim Orient foren els primers a domesticar animals (ramaderia), així com a cultivar plantes (agricultura). L'evidència més antiga de treballs agrícoles s'ha trobat al jaciment de Tell Abu Hureyra (Síria), fa 11.000 anys; mentre que, al jaciment de Zawi Chemi Shanidar (Iraq), s'han localitzat les restes dels primers animals domèstics, fa vora 10.500 anys.

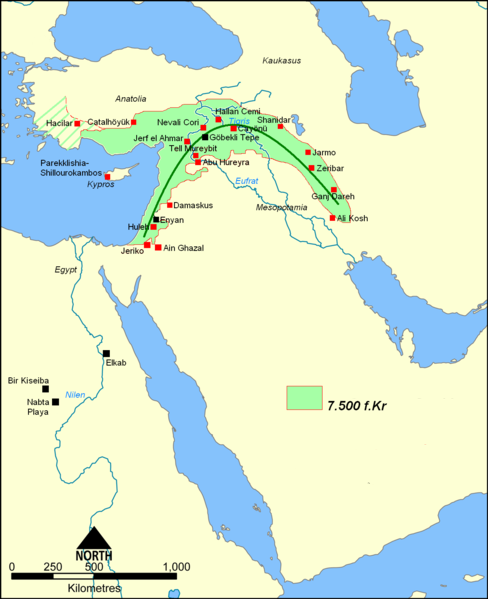
El Creixent Fèrtil.

Des del Creixent Fèrtil, el neolític s'expandí per Àsia (cap a l'Índia i Xina), Àfrica (en especial a Egipte) i per Europa a través del Mediterrani; i afectà totes les regions habitades.
- S'inventen nous utensilis: molt variats, però fonamentalment, s'originà la ceràmica i el teixit.

La ceràmica apareix força avançat el neolític, després del període anomenat preceràmic. Les primeres restes ceràmiques conegudes daten del 6750 aC i foren trobades al jaciment de Kalat Jarmo (Kurdistan), així com les trobades a Tepe Guram i Tepe Serdam (Iraq), datades en el 6.500 aC.
- En convertir-se en agricultors, els grups humans s'assenten, i donen lloc als primers poblats estables: sedentarisme. El poblat protoneolític de Jericó s'ha datat pel mètode ¹⁴C al 9551 aC.[28] Altres exemples els trobem a Eynan (Israel), Zawi Chemi Shanidar (Iraq) i Tepe Asiab (Iran).
- L'agricultura i la ramaderia van suposar un augment productiu que la ceràmica va permetre emmagatzemar. Per primera vegada, sobraven aliments i altres productes, i això donà lloc els denominats excedents.
- Aquests excedents van afavorir un gran augment demogràfic; s'estima que la població es multiplica per deu (i passa de 10 milions a 100 milions d'humans).
- El sedentarisme i el creixement demogràfic propiciaren el naixement d'autèntiques ciutats: Jericó (Cisjordània) ostenta l'honor de ser considerada la primera ciutat del món (amb uns 2.000 habitants el 8000 aC); així mateix, se'n poden citar d'altres com Çatal Hüyük i Hacilar (Anatòlia), Kalat Jarmo (Kurdistan), Hassuna i Samarra a Iraq, Ras Shamra i Tell Halaf (Síria), etc.
- S'inicià la divisió del treball: agricultors, ramaders, artesans. Els que disposaven d'excedents començaren a intercanviar-los amb d'altres per tal de suplir les seves necessitats: neix el comerç (bescanvi).
- Aquests intercanvis no seran sols locals, n'hi haurà de regionals, i germinaran, d'aquesta manera, les primeres rutes comercials. El millor exemple l'en troben als jaciments d'Al Beidha (Jordània) i Ba'ja, on s'ha excavat un autèntic basar datat al VII mil·lenni aC.
- Tots aquests canvis originaren diferències socials (rics i pobres); també hi apareixen les primeres autoritats: governants i sacerdots.

Al Pròxim Orient, no té sentit parlar de l'edat dels metalls com d'una etapa prehistòrica, perquè, exceptuant-ne unes primeres fases en què s'emprà el coure sense fondre, el gran desenvolupament de la metal·lúrgia coincideix amb l'aparició de documents escrits i el naixement de les grans civilitzacions, i s'entra, per tant, en l'època històrica estrictament parlant.

## Amèrica
A Amèrica, l'edat de pedra apareix més tardanament que a la resta, i presenta la seva pròpia idiosincràsia. La teoria actualment més acceptada ens presenta que el poblament humà d'Amèrica es produí des de Sibèria mitjançant l'estret de Bering. Si bé aquest fet és comunament acceptat, no és així en relació amb el moment en què es produí aquesta migració. La glaciació de Würm provocà un descens del nivell marí que, unit a l'existència de plaques de gel, proporcionà un pas transitable sobre l'estret de Bering entre ambdós continents, denominat pont de Beringia. No sempre era possible travessar-lo; s'ha estimat que, almenys, els humans el pogueren passar en dues ocasions en què hi hagué una ruta lliure sobre el gel: la primera durà uns 4.000 anys i la segona fa uns 15.000 anys; posteriorment, el pont desaparegué i la migració no pogué retornar. Aquest pas s'originà fa uns 50.000 anys. Tenint en compte aquestes dades, han sorgit dues teories sobre quan es produí la població de l'ésser humà al continent americà:
- Teoria del poblament primerenc: assegura que l'ésser humà arribà a Amèrica fa uns 50.000 anys.
- Teoria del poblament tardà: assegura que l'ésser humà arribà a Amèrica fa uns 15.000 anys.

La teoria del poblament tardà és la més clàssica i presenta més proves. Amb tot, cap de les dues teories entra en contradicció amb l'altra, i és possible que hi hagués dues migracions procedents d'Àsia.
La població humana d'Amèrica visqué bàsicament aïllada de la resta de la humanitat durant uns 40.000 anys. Aquests grups humans hagueren d'adaptar-se a vuit tipus de climatologia diferent; això originà una diversificació en més de 300 tribus, més de 2.000 llengües diferents, i es desenvoluparen, pel cap baix, una dotzena de civilitzacions excepcionals.
Donats tots aquests, no és possible aplicar la mateixa periodització que s'empra en el Vell món al continent americà.

### Nord-amèrica i Mesoamèrica

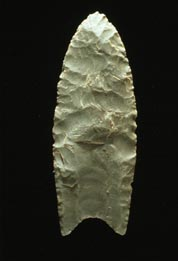
Punta de llança tipus Clovis, Nou Mèxic, Estats Units.

El 1958, els arqueòlegs Gordon Willey i Philip Phillips proposaren les següents etapes per a Nord-amèrica i Mesoamèrica:
- Període lític (equivalent al Paleolític superior del Vell Món): comprèn des de l'arribada dels primers americans fins a, aproximadament, 10.000 o 12.000 anys (segons el paradigma teòric defensat). En aquest període es distingeixen dues fases:
  - Una fase inicial de caçadors-recol·lectors indiferenciats, amb molt poques restes, que es caracteritza per una indústria lítica similar a la del Vell Continent (còdols tallats, bifaços...) i sense puntes de llança; els exemples de més antiguitat, els troben en jaciments dels Estats Units: Topper, Lewisville i American Falls, i a Mèxic El Cedral i Tlapacoya.
  - La segona fase, de caçadors avançats, és de fa 13.000 anys; hi sorgeixen les cultures amb raspador, fulles de sílex, burins..., i elaborades puntes de llança. A nord-amèrica, destaquen les cultures Clovis, Folsom i El Plano (Nou Mèxic). Aquestes cultures corresponen a pobles eminentment caçadors; la mida de les puntes, que va disminuint amb el temps, indiquen que, al principi, caçaven grans preses però, a mesura que aquesta paleofauna es va extingint, els grups de caçadors es van adaptant a una fauna d'una mida més reduïda.
- Període arcaic (equivalent, però no exactament igual, al Mesolític del Vell món). És un període complex, on es produeix la transició vers l'agricultura del blat de moro. Aquesta fase s'expandeix per quasi tota Nord-amèrica i Mesoamèrica (on, a voltes, s'empra el terme premexicà), com a motor essencial de l'evolució posterior. Al nord, en zones circumpolars, sobreviuen pobles caçadors recol·lectors sota la denominació Arctic tradition; mentre que les grans prades del centre solen incloure's en la denominació cultura cochise (amb les seves tres fases: Sulphur Springs, Chiricahua i San Pedro; del 5000 aC al 200 aC). La caça hi continua sent fonamental i es documenta la invenció de l'arc vers l'any 1000 aC.

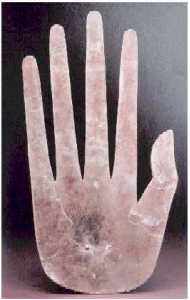
Mà retallada sobre mica, de la cultura Hopewell, Estats Units.

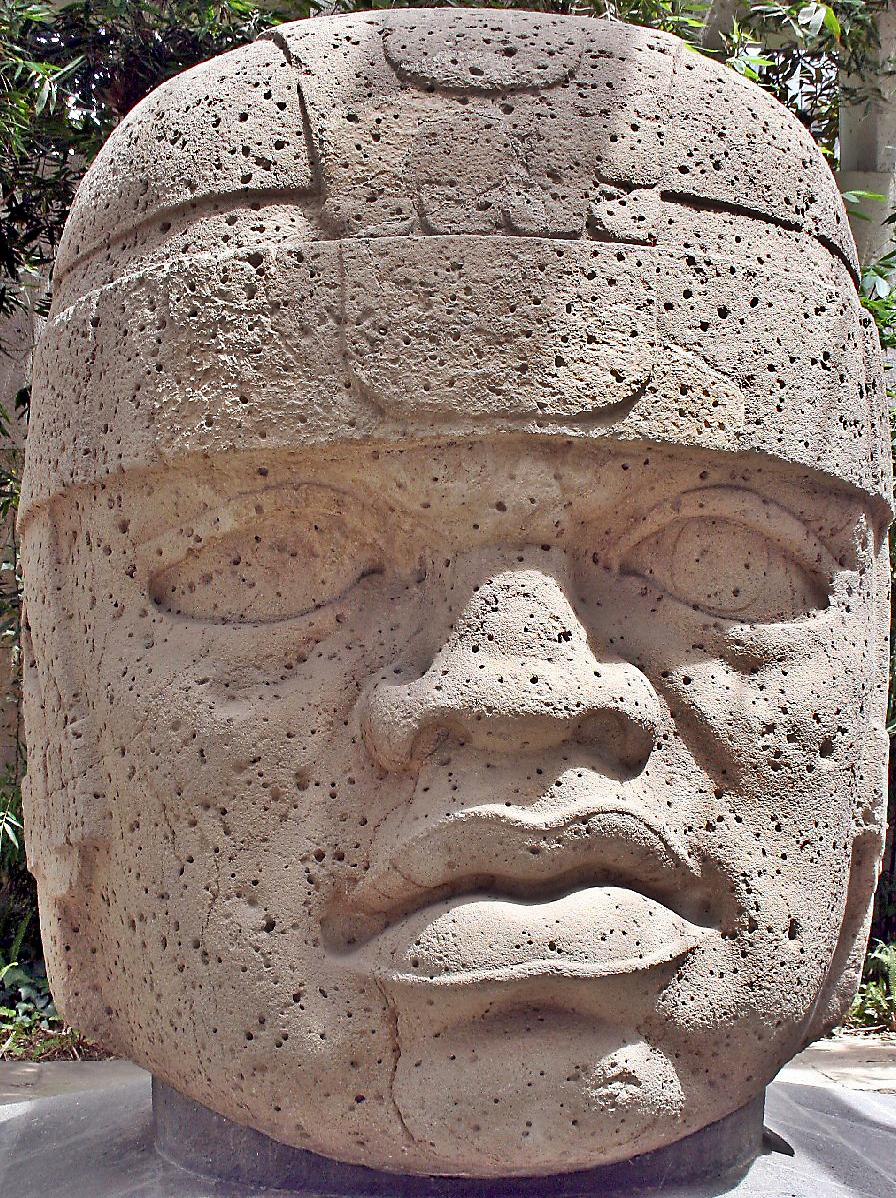
Cap olmeca gegant. San Lorenzo de Tenochtitlán.

- Període formatiu (equivalent al Neolític): destaca per novetats com l'agricultura, la ramaderia, la ceràmica... Entre el 5000 aC i el 1000 aC, apareixen els poblats estables, governats per una poderosa casta sacerdotal. La ceràmica més antiga del continent data de l'any 3500 aC, aproximadament. Els olmeques foren la cultura més evolucionada d'aquest període. És, per tant, l'últim període de la prehistòria en aquesta zona d'Amèrica, ja que, a partir d'aquest temps, comencen a aparèixer documents escrits; donat que les fases posteriors s'inclouen dins el denominat període clàssic de les cultures precolombines, sovint s'ha anomenat a aquest període preclàssic.
  - Les cultures d'Oasisamèrica: abans del 3000 aC, diferents pobles mesoamericans, amb economies basades en el blat de moro, el frijol (fesol) i la carabassa, emigraren cap al centre-sud de l'oest americà, i hi constituïren un ric nucli cultural que donarà lloc a la cultura Basket makers (cistellers), la qual derivarà cap a les cultures dels Anasazi i les similars, Hohokam i Paquimé, les quals, actualment, es coneixen com els indis Pueblo.
  - Els constructors de monticles de Nord-amèrica: A les boscoses terres orientals de Nord-amèrica (Ohio) apareixen, per aquestes dates, els primers constructors de túmuls: la cultura Adena (1000 aC-200 aC), el monument més conegut dels quals és el túmul de la Serp (Cincinnati). Posteriorment a la cultura Adena, apareixen diferents cultures tumulars en una àmplia zona centre-est dels Estats Units (Mississipi-Missouri-Ohio), i en destaca la cultura Hopewell (200 aC-500 dC), i els constructors de monticles del Mississipi (900-1500 dC), que crearen nombroses ciutats estat, com la de Cahokia.
  - Els olmeques són la civilització més avançada del moment; apareixen poc abans del 1500 aC, i desapareixen poc abans del començament de la nostra era. Els olmeques practicaven l'agricultura, coneixien la ceràmica, eren sedentaris i comptaven amb una organització molt avançada, amb clares diferències socials. Les seves restes s'estenen per tot Mesoamèrica. Amb tot, majoritàriament, no desenvoluparen la vida urbana, tot i tenir grans santuaris religiosos com els de San Lorenzo o La Venta, i un tipus d'escultura monumental molt característica: els caps gegants. No tenim dades de si crearen un imperi, no hi ha proves de l'existència d'un exèrcit, ni de batalles. Els pocs centres urbans que se'n coneixen estaven protegits per muralles i situats en llocs de fàcil defensa. Els olmeques llegaren als seus successors el calendari solar, i un conjunt de símbols que poden considerar-se ja una escriptura arcaica.
  - Període maia preclàssic: hi ha una estreta relació entre els olmeques i el naixement de la civilització Maia. Els períodes inicials d'aquesta cultura (dos últims mil·lennis anteriors a la nostra era) encara poden ser considerats com a prehistòrics. Sorgeixen grans centres urbans, com monuments elevats sobre piràmides i plataformes de pedra, i hi existien importants diferències socials i un comerç exterior molt intens. Apareixen importants innovacions en el treball de l'obsidiana i el jade, així com de la ceràmica (per exemple, la ceràmica pintada).

### Sud-amèrica
A l'hora de parlar de les primeres civilitzacions sud-americanes, hi ha dos punts de vista divergents al voltant de l'origen de les grans cultures andines; d'una banda, es diu que la conca de l'Amazones constituí un nucli aïllat i independent de les costes del Pacífic i que aquestes cultures andines es desenvoluparen autònomament. En contra, s'han descobert intenses relacions comercials i moviments migratoris de gran amplitud entre l'Amazònia i els Andes, fet que porta alguns historiadors a pensar que els fundadors de les grans civilitzacions andines eren pobles amazònics cultivadors de mandioca i batata, així com pescadors fluvials que ocuparen la Puna i les valls. A Sud-amèrica, la periodització resulta més complexa; molt sovint es parla d'un gran període preceràmic (20000 aC-2000 aC), que engloba període lític, o paleoindi, i del període arcaic. Però la disparitat de denominacions és molt gran, motiu pel qual se simplificarà.
- El paleoindi sol ser el terme preferit, en detriment de període lític, però sembla respondre a la mateixa dinàmica: una primera fase d'indústries poc conegudes i més rudimentàries; i una segona fase, el fòssil director, a la qual pertanyen les puntes de projectil (puntes de llança foliàcies magistralment treballades).
  - La primera fase (període protolític): amb jaciments d'antiguitat força discutida —com Pedra Furada (Brasil), que volta els 50.000 anys i Monte Verde II (Xile), amb uns 33.000 anys. No obstant això, està força ben documentada en coves més recents, com les de Taima-Taima a Veneçuela, Garzón a Colòmbia, Pikimachay al Perú… En aquesta última, s'han documentat restes humanes de més de 17.000 anys, i perduren fins prop de 14.000 anys d'antiguitat. La cova d'El Guitarrero (Perú), excavada pel nord-americà Thomas Lynch (de la Universitat de Cornell) en els anys 70, completa amb la seva estratigrafia totes les etapes d'ocupació d'aquesta fase.
  - La segona fase (caçadors avançats) sembla coincidir amb una expansió humana cap al sud. Les puntes de llança per a la caça de grans preses a Sud-amèrica solen ser del tipus Cola de peix, i mantenen moltes semblances amb les puntes tipus Clovis nord-americanes. Aquestes puntes no apareixen a la gruta de Ghachi, prop de San Pedro de Atacama (Xile), del 13000 aC; però ja estan presents en les diferents fases del període Lauricocha (Perú), de 12.000 anys d'antiguitat. Més al sud, fins a Xile, s'han trobat restes d'habitatges i artefactes d'uns 12.500 anys d'antiguitat (Monte Verde I, prop de Puerto Montt). També hi destaquen Jobo, a Veneçuela, i El Inga, a l'Equador. Des de Xile, sembla que s'originà l'ocupació de la província de Santa Cruz (Argentina), amb restes que es remunten a l'11000 aC, i s'arribà, finalment, a la Terra del Foc vora el 7000 aC. (Cueva Fell, Xile).

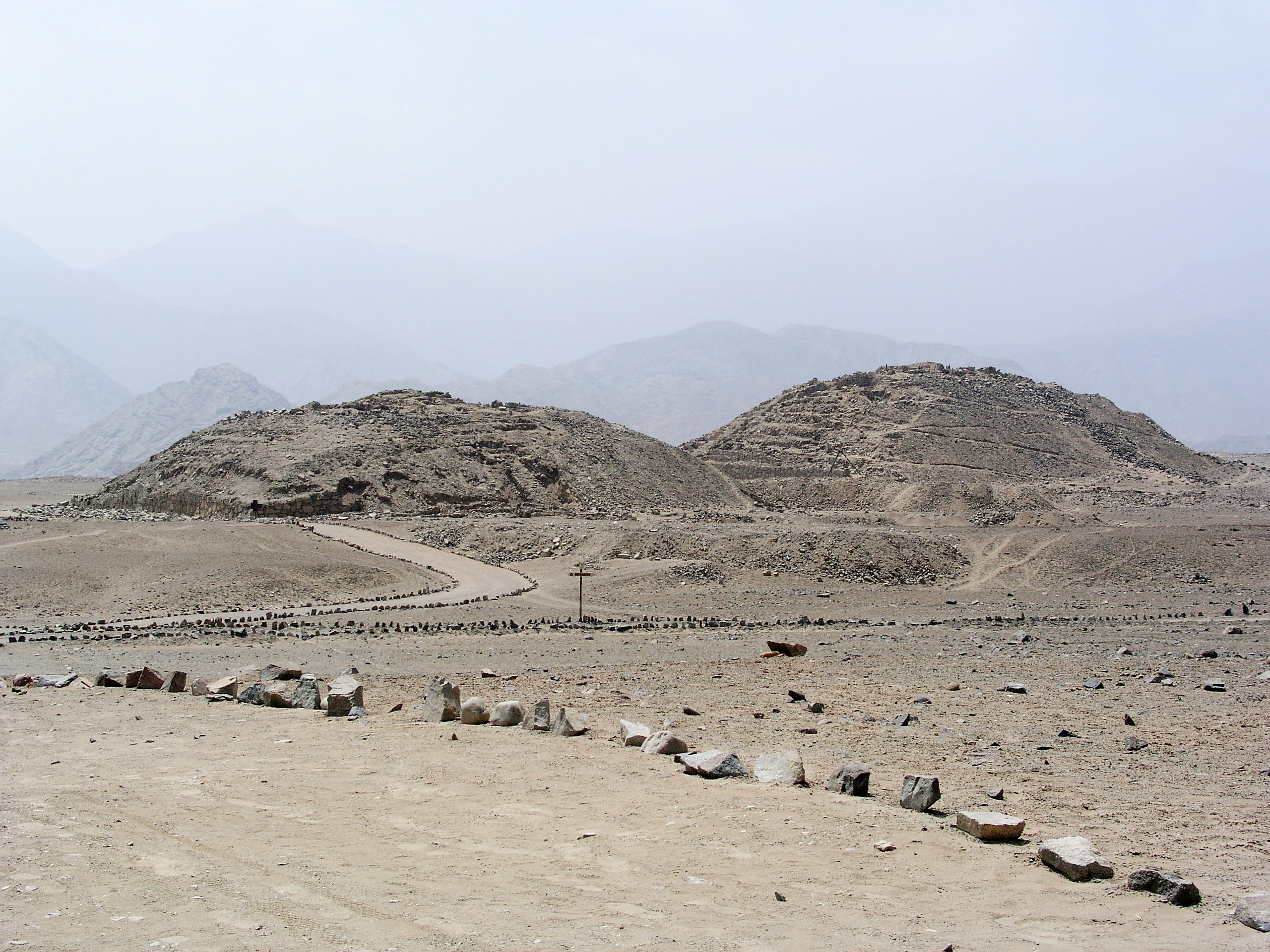
Panorama del lloc Preceràmic del Caral (Perú).

- El període preceràmic: fa uns 7.000 anys s'inicia l'agricultura, ramaderia i es troben els primers poblats, alguns dels quals són convertits en centres religiosos de peregrinació, i en destaca la ciutat d'El Caral (Perú), del 2600 aC. En aquest període, es completa la colonització humana de Sud-amèrica. Cal destacar el fet que l'agricultura americana cultiva una gran varietat d'espècies, molt superior en nombre a les cultivades en el Vell Món, alguna de les quals són força complicades de cultivar i ens donen mostra de l'alt grau d'adaptació i destresa desenvolupada per aquests pobladors. A banda del blat de moro, també s'hi cultivà cotó, mandioca, batata, fríjol, tomàquet, coca, quina, quinoa, papa, tabac, cacau, i una llarga varietat d'espècies. Tan sols dues importants carències provocaren l'estancament agrícola d'Amèrica respecte al Vell Món: la manca de l'arada i la roda. La ramaderia, d'altra banda, s'aplicà a molt poques espècies: el gos, el paó, el conill d'Índies i, com a animals de càrrega, els camèlids (la llama, l'alpaca, la vicunya i el guanaco), animals exclusius de Sud-amèrica, la potència dels quals no és suficient per a treballar amb arades.
- El període agroterrissaire i metal·lúrgic: les cultures de Sud-amèrica presenten rics exemples del període ceràmic o agroalfarer:

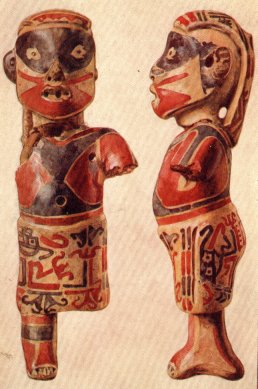
Figura de tradició txibtxa

Els txibtxes, els més antics pobladors de les actuals Panamà i Colòmbia, amb més de 5.000 anys d'antiguitat i una persistència cultural notable, fins al punt que els colonitzadors espanyols els arribaren a conèixer. Foren grans constructors i agricultors, però especialment foren grans artesans de l'or. Més al sud, trobem la cultura de Norte Chico, al Perú (3000-2000 aC), precedent directe de la cultura Chavín, coetània als olmeques. La cultura Chavín és el màxim referent preincaic de Sud-amèrica, i es desenvolupà entre el 900 aC i el 300 dC. El centre d'aquesta cultura, el trobem al santuari andí de Chavín de Huántar, i arribà a dominar tot el territori peruà. Foren grans constructors, amb una complexa societat, eficaç administració de comerç actiu i una alta tecnologia agrícola i ceràmica. La cultura Chavín fou substituïda vers l'any 300 dC per la cultura mochica o Moche, destacada pels seus regadius i les huaca, piràmides escalonades de tova. Cap a l'any 700 dC, apareix el primer estat andí: l'Imperi wari, que fou substituït pel Chimú, la capital del qual fou Chanchán, una immensa ciutadella de tova i tapial al Perú. Els chimú foren conquerits pels inques vers el 1470.
Com a últim exemple, citarem els Constructors de Cerritos (Uruguai), els quals, fa uns 4.800 anys d'antiguitat, crearen una cultura menys espectacular, però interessant. Amb pobles circulars, amb una plaça central rodejada de cabanes, les quals eren situades sobre monticles (cerritos). Rere el cercle de cabanes, feien monticles de deixalles (a l'estil dels llogarets circulars amazònics). Sembla que aquests poblets formaven grans conglomerats, que podrien arribar a constituir autèntiques ciutats.

## Europa
L'edat de pedra europea sol dividir-se en tres etapes, seguint les propostes de John Lubbock de 1865:

### Paleolític
Paleolític, o edat antiga de la pedra: és el període més antic i llarg de la història europea. S'inicià fa aproximadament un milió d'anys amb l'arribada dels primers homínids (ja fossin Homo ergaster o bé Homo antecessor). Durant el Paleolític europeu, se succeeixen altres tipus d'homínids: Homo heidelbergensis, Homo neanderthalensis i Homo sapiens sapiens. Aquest últim, mitjançant una migració, provocà l'extinció dels neandertals (fa uns 50.000 anys).
Paral·lelament a l'evolució humana, es produeix una evolució cultural: durant el Paleolític inferior, la cultura dominant a Europa és la cultura acheuliana; en el Paleolític mitjà, ho fou la cultura Mosterià (pròpia de l'home de Neandertal) i posteriorment la cultura Châtelperronià.
Amb l'arribada de l'home modern, se succeeixen un seguit de cultures com l'Aurinyacià, Gravetià, Solutrià i Magdalenià.
Altres elements importants per a comprendre el Paleolític són les oscil·lacions climàtiques, les glaciacions, el predomini de l'economia caçadora recol·lectora i l'aparició de l'art paleolític.

### Epipaleolític/Mesolític
Epipaleolític/Mesolític, o edat mitjana de la pedra: fa referència al període comprès entre la retirada de la glaciació de Würm, considerada l'última fase glacial, fa uns 12.000 anys, fins a l'entrada del Neolític, fa uns 5.000 anys. Actualment, es diferencia entre epipaleolític (on les cultures mantenen un estil de vida propi del Paleolític, sense canvis substancials, com per exemple l'azilià), del Mesolític (on les cultures mostren una tendència a evolucionar cap al sedentarisme i altres trets propis del Neolític, com el tardenoisià).

### Neolític

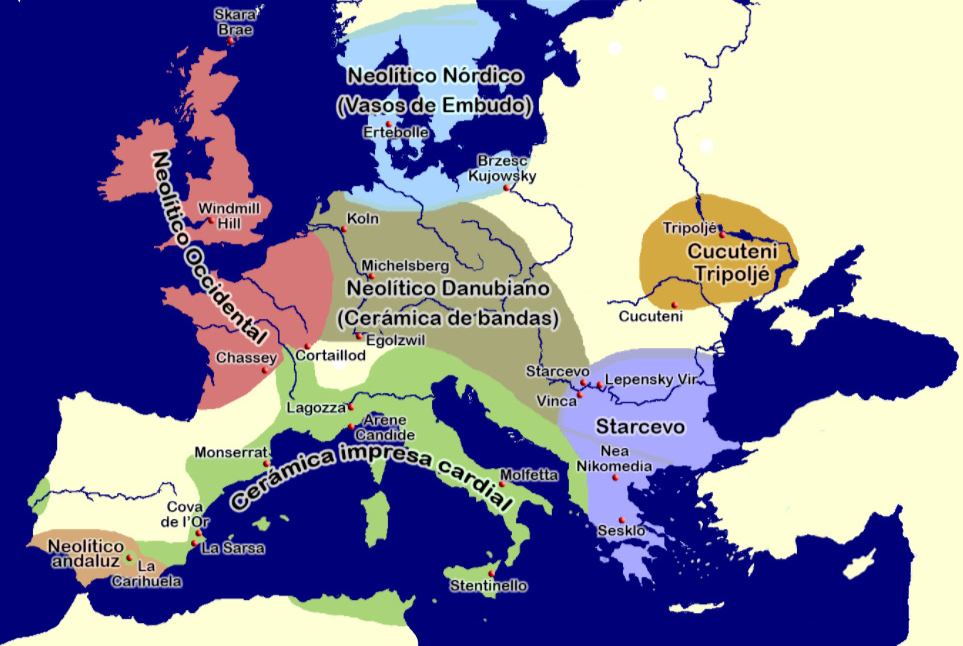
El neolític a Europa

El neolític o edat moderna de la pedra arribà a Europa procedent del Pròxim Orient i s'introduí pel litoral mediterrani durant el sisè mil·lenni aC. S'hi sospita l'existència d'un neolític preceràmic, fonamentalment ramader. La primera gran civilització mediterrània plenament neolítica és la denominada ceràmica cardial, restes de la qual es troben en un seguit de ceràmiques decorades amb impressions de petxines d'escopinyes, que apareixen tant a la costa africana com a l'europea, de Dalmàcia a la península Ibèrica.
Durant el cinquè mil·lenni aC, aquesta civilització és substituïda per una altra originada al Danubi, anomenada de ceràmica de bandes, que s'estengué pel Rin fins a la costa atlàntica.
En l'entrada d'un nou mil·lenni es produeix un canvi fonamental: al voltant del 4000 aC, apareix al sud de Portugal la civilització dels constructors de megàlits. Aquesta civilització sobrepassa els límits de l'edat de pedra, ja que perdura durant el Calcolític (en una fase que s'ha denominat neoeneolític). Des de Portugal i altres punts de la costa atlàntica, el fenomen megalític arriba a tota l'Europa occidental, i evoluciona fins als voltants del 2.500 aC. Els constructors de megàlits vivien en poblats fortificats.

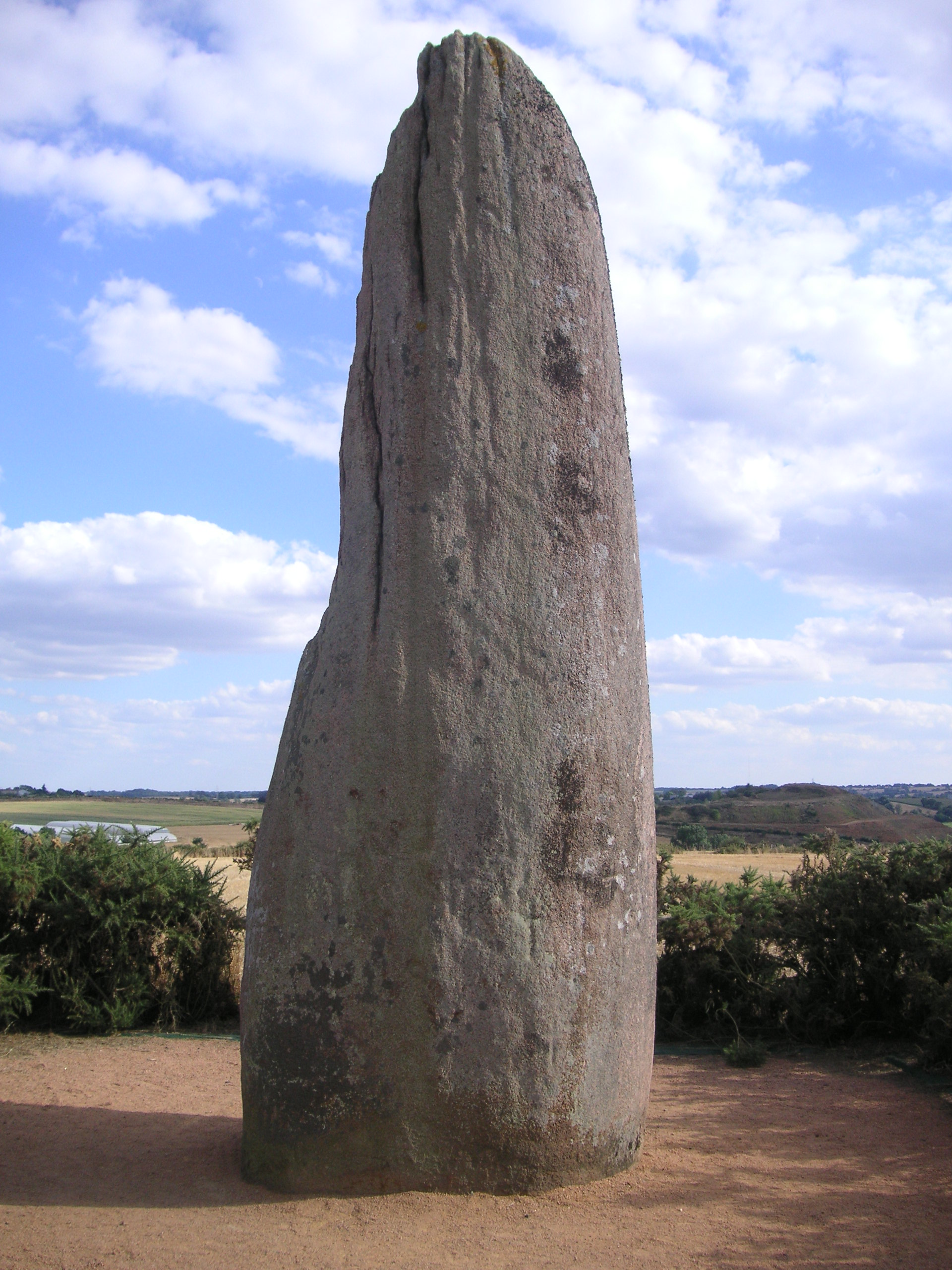
Menhir de Saint-Macaire (França).
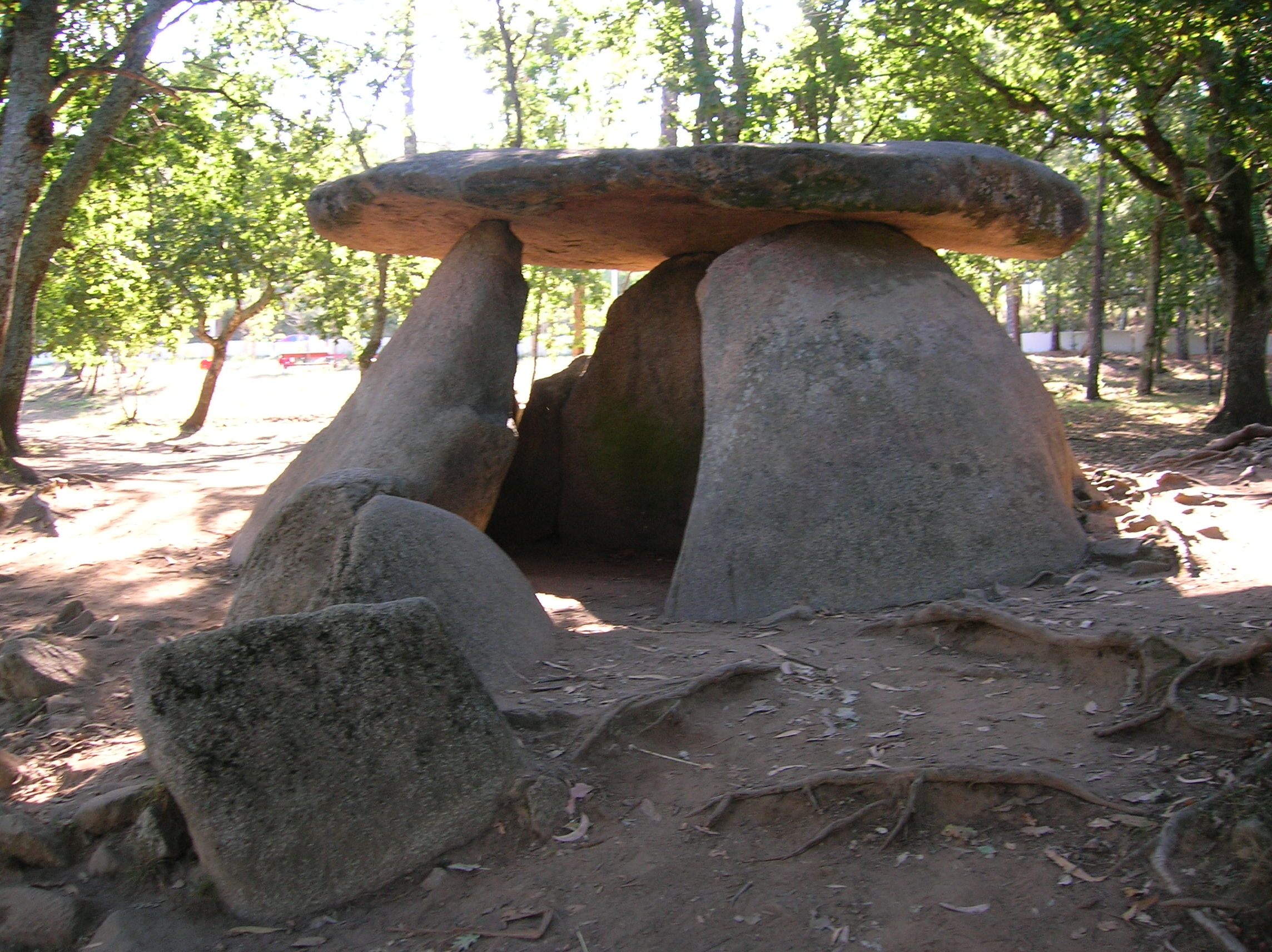
El dolmen d'Axeitos, Galícia.
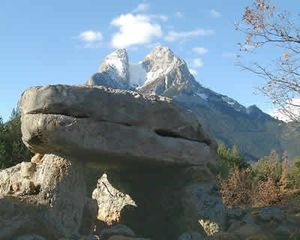
el dolmen de Molers, Saldes.